# Pazifische Taifunsaison 2014
Die Pazifische Taifunsaison 2014 ist ein Wetterereignis, unter dem alle tropischen Wirbelstürme, die sich während des Kalenderjahres 2014 gebildet haben, zusammengefasst sind. Die meisten tropischen Wirbelstürme bilden sich im Pazifischen Ozean westlich der Datumsgrenze und nördlich des Äquators jedoch zwischen Mai und November. Solche tropischen Wirbelstürme nennt man Taifune. Die sich östlich des 180. Längengrades bildenden Stürme sind Gegenstand der Pazifischen Hurrikansaison 2014.
Innerhalb des nordwestlichen Pazifiks gibt es zwei meteorologische Organisationen, die den Stürmen Namen vergeben. Dies führt dazu, dass derselbe Sturm häufig zwei verschiedene Namen erhält. Die offizielle Bezeichnung durch die Japan Meteorological Agency (JMA) erhält ein tropischer Sturm, sobald er an einer beliebigen Stelle im nordwestlichen Pazifik andauernde 10-minütige Windgeschwindigkeiten von 35 Knoten (rund 65 km/h) erreicht. Die Philippine Atmospheric, Geophysical and Astronomical Services Administration (PAGASA) hingegen weist tropischen Tiefdruckgebieten Namen zu, die sich innerhalb des nationalen Verantwortungsbereiches bilden oder dorthin ziehen; dieser Verantwortungsbereich liegt grob umgrenzt zwischen 115° und 135° östlicher Länge und zwischen 5° und 25° nördlicher Breite. PAGASA weist auch dann einen lokalen Namen zu, wenn das System bereits durch die Japan Meteorological Agency benannt wurde. Tropische Tiefdruckgebiete, die vom US-amerikanischen Joint Typhoon Warning Center beobachtet werden, erhalten eine Nummer mit dem Suffix W.

## Stürme

### Sturmnamen

#### Internationale Namen
Tropische Wirbelstürme im westlichen Nordpazifik werden durch das zuständige Regional Specialized Meteorological Centre in Tokio der Japan Meteorological Agency benannt. Diese erhalten einen Namen, sobald sie die Stärke eines tropischen Sturmes erreichen. Die Namen entstammen der folgenden Liste; diese wird fortlaufend verwendet, es gibt also keine jährlich wechselnden Namenslisten wie im östlichen Nordpazifik oder im Atlantik. Die Namen wurden durch die 14 Mitgliedsstaaten des ESCAP/WMO Typhoon Committees vorgeschlagen. Jedes dieser Mitglieder hat jeweils zehn Namen eingereicht, die in alphabetischer Reihenfolge nach der englischen Schreibweise dieser Staaten sortiert vergeben werden.
Die folgenden Namen wurden für benannte Stürme benutzt:
Lingling, Kajiki, Faxai, Peipah, Tapah, Mitag, Hagibis, Neoguri, Rammasun, Matmo, Halong, Nakri, Fengshen, Kalmaegi, Fung-wong, Kammuri, Phanfone, Vongfong, Nuri, Sinlaku und Hagupit
Außerdem wanderte ein im Ostpazifik entstandenes System westwärts über die Datumsgrenze und behielt den vom National Hurricane Center vergebenen Namen Genevieve.

#### Philippinen
Die Philippine Atmospheric, Geophysical and Astronomical Services Administration (PAGASA) verwendet für tropische Systeme in ihrem Verantwortungsbereich ein eigenes Namensschema. Die Namenslisten von PAGASA werden alle vier Jahre wieder verwendet. Diese Namen werden für Systeme vergeben, die sich im Verantwortungsbereich von PAGASA zwischen 115° und 135° östlicher Länge und zwischen 5° und 25° nördlicher Breite bilden oder in dieses Gebiet hineinwandern. Sollte sich die Namensliste als nicht ausreichend erweisen, werden die Namen von einer Ersatzliste genommen. Dies ist dieselbe Liste, die auch in der Saison 2010 verwendet wurde, nur Juan und Katring wurden durch Jose und Karding ersetzt. Die folgenden Namen wurden für benannte Stürme benutzt:
Agaton, Basyang, Caloy, Domeng, Ester, Florita, Glenda, Henry, Inday, Jose, Karding, Luis, Mario, Neneng, Ompong, Paeng, Queenie und Ruby.

### Tropischer Sturm Lingling (Agaton)
Am 10. Januar meldete die Japan Meteorological Agency (JMA), dass sich südwestlich von Palau eine tropische Depression gebildet hat. Das System zog im Laufe des folgenden Tages Richtung Westen-Nordwesten, konnte sich nicht signifikant organisieren und befand sich nun südöstlich von Mindanao. Am Abend des 11. Januar ging das Tiefdruckgebiet über der philippinischen Provinz Davao Oriental auf der Insel Mindanao an Land und zog am folgenden Tag über die Celebessee. Dort löste es sich auf, sodass die JMA die letzte Warnung herausgab.
Früh am 14. Januar regenerierte sich das System zurück in eine tropische Depression, als es sich östlich von Mindanao befand. Das Tiefdruckgebiet begann im Laufe des 15. Januar eine Schleife zu machen und vollendete sie am folgenden Tag. Früh am 17. Januar begann auch PAGASA Warnungen zu der tropischen Depression herauszugeben und nannte sie Agaton. Um Mitternacht am 18. Januar hatte sich die Depression soweit verstärkt, um von der JMA zum ersten tropischen Sturm der Saison heraufgestuft zu werden, der den Namen Lingling erhielt. Drei Stunden später aktualisierte das Joint Typhoon Warning Center (JTWC) das System zu einem tropischen Tiefdruckgebiet und gab diesem die Bezeichnung 01W. Der Sturm erreichte am Mittag desselben Tages seinen Höhepunkt mit Windgeschwindigkeiten von 65 km/h und einem Luftdruck von 1002 hPa als ein schwacher tropischer Sturm. Zum selben Zeitpunkt aktualisierte das JTWC das Tiefdruckgebiet zu einem tropischen Sturm. Im Laufe des 19. Januar blieb Lingling bei der Intensität eines schwachen tropischen Sturms und konnte sich nicht signifikant intensivieren. Später am selben Tag veröffentlichte das JTWC die letzte Warnung zu dem Sturm. In der Nacht zum 20. Januar stufte die JMA das System zu einer tropischen Depression herab. Wenige Stunden später gab PAGASA die letzte Warnung heraus. 24 Stunden später wurde die Depression zu einem Gebiet niedrigen Luftdrucks herabgestuft.
Durch die Auswirkungen von Lingling sind auf den Philippinen mindestens 70 Menschen ums Leben gekommen. Starke Regenfälle lösten Überschwemmungen und Erdrutsche aus. Zudem entstand ein Gesamtschaden von rund 12,5 Millionen US-Dollar.

### Tropischer Sturm Kajiki (Basyang)
Am frühen Morgen des 29. Januar begann die Japan Meteorological Agency (JMA) eine tropische Depression zu beobachten, die sich wenige Kilometer östlich der Yap-Inseln gebildet hat. Etwa 24 Stunden später zog das Tiefdruckgebiet in den philippinischen Verantwortungsbereich und erhielt von PAGASA den lokalen Namen Basyang. Nach Westen ziehend, stufte das Joint Typhoon Warning Center (JTWC) das System am Abend des 30. Januar ebenfalls zu einem tropischen Tiefdruckgebiet herauf und gab diesem die Bezeichnung 02W. In der Nacht zum folgenden Tag aktualisierte die JMA die Depression zu einem tropischen Sturm, der den internationalen Namen Kajiki erhielt. Der Sturm wurde spät am 31. Januar auch vom JTWC zu einem tropischen Sturm heraufgestuft, bevor er wenig später über der Insel Siargao an Land geht. Nachdem Kajiki die Inselgruppe Visayas überquert hatte und nun über der Sulusee lag, stufte das JTWC den Sturm zu einem tropischen Tiefdruckgebiet herab. Drei Stunden später stufte auch die JMA das System zu einer tropischen Depression herab, bevor PAGASA weitere drei Stunden später die letzte Warnung veröffentlichte. Das JTWC gab seine letzte Warnung am Abend des 1. Februar heraus.
Durch die Auswirkungen des Sturms sind auf den Philippinen mindestens sechs Menschen ums Leben gekommen.

### Taifun Faxai
Früh am 26. Februar meldete die Japan Meteorological Agency (JMA), dass sich in der Nähe des Chuuk-Atolls eine tropische Depression gebildet hat. Im Verlauf des Tages und am folgenden Tag bewegte sich das System langsam Richtung Westen. Am frühen Morgen des 28. Februar begann auch das Joint Typhoon Warning Center (JTWC) das Tiefdruckgebiet zu beobachten und gab diesem die Bezeichnung 03W. Später am selben Tag stuften sowohl die JMA als auch das JTWC die Depression zu einem tropischen Sturm herauf, der den internationalen Namen Faxai bekam. Zunächst konnte sich Faxai nicht sonderlich verstärken, sodass er bei der Intensität eines schwachen tropischen Sturmes blieb. Erst am 3. März begann der Sturm, der an den vorherigen Tagen stationär war, sich nach Norden zu bewegen und sich dabei zu intensivieren, sodass die JMA Faxai an diesem Tag zu einem Schweren tropischen Sturm aktualisierte. Im Laufe des folgenden Tages begann Faxai nach Nordosten zu ziehen und bildete ein schwaches Auge, sodass das JTWC und die JMA den Sturm zu einem Taifun heraufstuften. Bereits 12 Stunden später schwächte sich das System allerdings wieder in einen Schweren tropischen Sturm ab. Weitere sechs Stunden später setzte Faxai seine rapide Abschwächung fort und wurde von der JMA zu einem tropischen Sturm herabgestuft. Zum selben Zeitpunkt gab das JTWC seine letzte Warnung zu dem Sturm heraus. In der Nacht zum 6. März veröffentlichte auch die JMA ihre letzte Warnung und erklärte Faxai als außertropisch.

### Tropische Depression (11. März)
Am Morgen des 11. März begann die Japan Meteorological Agency (JMA) mit der Beobachtung einer tropischen Depression, die sich etwa 195 km östlich von Mati City, Philippinen befand. Im Laufe des Tages bewegte sich das System Richtung Südwesten und erreichte am Mittag desselben Tages die Celebessee. Einen Tag später löste es sich etwa 190 km nordnordwestlich von Manado, Indonesien auf.

### Tropische Depression 04W (Caloy)
Früh am 18. März begann die Japan Meteorological Agency (JMA) eine tropische Depression zu beobachten, die sich etwa 395 km ostnordöstlich von Koror, Palau gebildet hat. Im Laufe der folgenden beiden Tage wanderte sie ohne jegliche Intensivierung nach Westen und überquerte Palau. Am Abend des 20. März aktualisierte PAGASA das System ebenfalls zu einer tropischen Depression und gab dieser den lokalen Namen Caloy. Etwa 36 Stunden später begann auch das Joint Typhoon Warning Center (JTWC) mit der Beobachtung des Tiefdruckgebietes, welches die Bezeichnung 04W erhielt. Zum selben Zeitpunkt veröffentlichte PAGASA die letzte Warnung zu der Depression. Früh am 22. März ging das Tiefdruckgebiet über der philippinischen Provinz Surigao del Norte an Land. Am Abend desselben Tages gab das JTWC seine letzte Warnung zu dem System heraus. Das Tiefdruckgebiet bewegte sich weiter nach Westen und erreichte am folgenden Tag die Sulusee. Dort löste es sich früh am 24. März etwa 265 km ostsüdöstlich von Puerto Princesa auf.

### Tropischer Sturm Peipah (Domeng)
Am Abend des 2. April meldete die Japan Meteorological Agency (JMA), dass sich etwa 470 km nordnordöstlich von Manus Island eine tropische Depression gebildet hat. Früh am folgenden Tag begann auch das Joint Typhoon Warning Center (JTWC) das System zu beobachten und gab diesem die Bezeichnung 05W. Im Laufe dieses Tages zog die Depression langsam nach Westen. Am 4. April driftete sie Richtung Westen-Nordwesten und begann sich mit einer höheren Zuggeschwindigkeit fortzubewegen. Das JTWC aktualisierte das Tiefdruckgebiet am Abend desselben Tages zu einem tropischen Sturm. Drei Stunden später stufte auch die JMA das System zu einem Tropensturm herauf und gab diesem den internationalen Namen Peipah. Als der Sturm einen Tag später den Verantwortungsbereich von PAGASA erreichte, bekam er den lokalen Namen Domeng. Später am selben Tag stufte das JTWC Peipah zu einem tropischen Tiefdruckgebiet herab.

### Tropische Depression (19. April)
Am Mittag des 19. April begann die Japan Meteorological Agency (JMA) eine tropische Depression zu beobachten, die sich etwa 490 km südwestlich von Hagåtña, Guam befand. Im Laufe des folgenden Tages bewegte sich das System Richtung Westen und erreichte seinen Höhepunkt. Allerdings schwächte sich die Depression bereits am 21. April wieder ab und löste sich noch am selben Tag auf, als sie sich etwa 300 km nordnordöstlich von Koror, Palau befand.

### Schwerer Tropischer Sturm Tapah
Früh am 27. April meldete die Japan Meteorological Agency (JMA), dass sich etwa 515 km südsüdöstlich von Hagåtña, Guam eine tropische Depression gebildet hat. Später am selben Tag aktualisierte auch das Joint Typhoon Warning Center (JTWC) das System zu einem tropischen Tiefdruckgebiet und gab diesem die Identifikation 06W. Um Mitternacht am 28. April erkannte die JMA, dass die Depression die Stärke eines tropischen Sturmes erreicht hat, welcher den internationalen Namen Tapah bekam. Drei Stunden später stufte auch das JTWC das Tiefdruckgebiet zu einem Tropensturm herauf. Tapah intensivierte sich daraufhin rapide und wurde in der Nacht zum 29. April von der JMA zu einem Schweren tropischen Sturm heraufgestuft. Nur wenige Stunden später aktualisierte das JTWC den Sturm zu einem Taifun der Kategorie 1. Am Abend desselben Tages erreichte Tapah mit andauernden 10-minütigen Windgeschwindigkeiten von 110 km/h und einem minimalen Luftdruck von 980 hPa seinen Höhepunkt, als er sich Richtung Norden bewegte. Zum selben Zeitpunkt stufte das JTWC den Taifun zu einem tropischen Sturm herab. Im Verlauf des 30. April schlug Tapah einen Nordwestkurs ein und wurde auch von der JMA zu einem tropischen Sturm herabgestuft. Am Morgen des 1. Mai meldete die JMA, dass sich der Sturm in eine tropische Depression abgeschwächt hat. Drei Stunden später tat dies auch das JTWC und gab gleichzeitig seine letzte Warnung heraus. Das System drehte in der Nacht zum 2. Mai auf einen Kurs Richtung Nordosten und schwächte sich weiter ab. Später am selben Tag gab die JMA ihre letzte Warnung zu Tapah heraus, als die Depression sich etwa 370 km östlich von Iwojima befand.

### Tropischer Sturm Mitag (Ester)
Am Morgen des 9. Juni begann die Japan Meteorological Agency (JMA) mit der Beobachtung einer tropischen Depression, die sich etwa 115 km südsüdöstlich von Hengchun, Taiwan befand. Im Laufe des Tages verstärkte sich das System ein wenig und blieb stationär. Früh am 10. Juni begann auch PAGASA die tropische Depression zu beobachten, welche den lokalen Namen Ester erhielt. Das Tiefdruckgebiet bewegte sich im weiteren Verlauf nach Nordosten und wurde am Morgen des 11. Juni zu einem tropischen Sturm aktualisiert, der den internationalen Namen Mitag bekam. Der Sturm zog mit einer hohen Geschwindigkeit weiterhin Richtung Nordosten und erreichte im Laufe des Tages seinen Höhepunkt mit andauernden Windgeschwindigkeiten von 75 km/h und einem minimalen Luftdruck von 994 hPa. In der Nacht zum 12. Juni degenerierte Mitag etwa 375 km südsüdöstlich von Muroto, Japan zu einem außertropischen Resttief.

### Tropischer Sturm Hagibis
Am frühen Morgen des 13. Juni begann die Japan Meteorological Agency (JMA) eine tropische Depression zu beobachten, die sich etwa 400 km südöstlich von Hongkong über dem Südchinesischen Meer befand. Einen Tag später intensivierte sich das System laut der JMA in einen tropischen Sturm, der den internationalen Namen Hagibis bekam. Im Laufe desselben Tages stufte auch das Joint Typhoon Warning Center (JTWC) das Tiefdruckgebiet zu einem tropischen Sturm herauf und gab diesem die Identifikation 07W. Innerhalb der nächsten 12 Stunden bewegte sich der Sturm mit einer niedrigen Zuggeschwindigkeit in Richtung Norden und konnte sich dabei nicht sonderlich verstärken. In der Nacht zum 15. Juni meldete die JMA bereits eine leichte Abschwächung von Hagibis, während das JTWC mit 1-minütigen Windgeschwindigkeiten von rund 85 km/h gleichzeitig den Höhepunkt des Sturmes sah. Hagibis ging am Vormittag desselben Tages in der Nähe von Shantou, Guangdong an Land und schwächte sich am Abend über dem Landesinneren in eine tropische Depression ab. Das JTWC gab zu diesem Zeitpunkt seine vorerst letzte Warnung zu dem System heraus. Im Verlauf des 16. Juni schlugen die Reste des Sturmes einen Kurs nach Nordosten ein und überquerten dabei die Provinzen Fujian und Zhejiang. Später am selben Tag gelangten sie bei Wenzhou wieder über Wasser, sodass das JTWC wieder damit begann, Warnungen zu veröffentlichen. Am frühen Morgen des folgenden Tages aktualisierte auch die JMA das System wieder zu einem tropischen Sturm. Hagibis zog im Laufe des 17. Juni rapide Richtung Osten-Nordosten und erreichte Windgeschwindigkeiten von rund 75 km/h. Am Abend gab die JMA bekannt, dass der Sturm zu einem außertropischen Resttief degenerierte. Wenige Stunden später folgte das JTWC und gab ebenfalls seine letzte Warnung heraus, als das Tiefdruckgebiet sich etwa 585 km südlich von Yokosuka, Japan befand.
Aufgrund von starken Regenfällen wurden in den südöstlichen Provinzen Chinas Überflutungen ausgelöst, weshalb etwa 24.000 Menschen in Guangdong und Fujian in Sicherheit gebracht werden mussten. Des Weiteren sorgten Ausläufer des Sturmes in den Provinzen Innere Mongolei, Qinghai, Gansu, Liaoning und Xinjiang für heftige Regenfälle, Hagel und Sturmböen. Landesweit sind mindestens 11 Menschen an den Auswirkungen von Hagibis ums Leben gekommen. Der Gesamtschaden wird auf rund 131 Millionen US-Dollar geschätzt.

### Taifun Neoguri (Florita)
Am Abend des 2. Juli meldete die Japan Meteorological Agency (JMA), dass sich etwa 515 km südsüdöstlich von Hagåtña, Guam eine tropische Depression gebildet hat. Neun Stunden später aktualisierte auch das Joint Typhoon Warning Center (JTWC) das System zu einem tropischen Tiefdruckgebiet, welches die Bezeichnung 08W bekam. Es verstärkte sich rasch weiter und das JTWC erkannte spät am 3. Juli, dass sich das Tiefdruckgebiet in einen tropischen Sturm intensiviert hat. Wenige Stunden später stufte die JMA die tropische Depression zu einem tropischen Sturm herauf, der den internationalen Namen Neoguri (Koreanisch für Marderhund) erhielt. Das System intensivierte sich daraufhin rapide und war am Vormittag des 4. Juli laut der JMA bereits ein Schwerer tropischer Sturm und am Mittag ein Taifun. Das JTWC folgte später am selben Tag und aktualisierte Neoguri ebenfalls zu einem Taifun. Sechs Stunden später, am frühen Morgen des 5. Juli, verstärkte sich der Sturm in einen Taifun der Kategorie 2. Neoguri setzte seine rasche Verstärkung fort und wurde am selben Tag zu einem Kategorie-4-Taifun heraufgestuft. Der Sturm erreichte wenige Stunden später den Verantwortungsbereich von PAGASA und erhielt den lokalen Namen Florita. Im Verlauf des 6. Juli bewegte sich Neoguri in eine westnordwestliche Richtung und intensivierte sich weiter. Das JTWC aktualisierte den Sturm am Abend desselben Tages zu einem Supertaifun der Kategorie 4, als er andauernde 1-minütige Windgeschwindigkeiten von rund 240 km/h erreichte. Seinen Höhepunkt erreichte Neoguri am frühen Morgen des 7. Juli mit 10-minütigen Windgeschwindigkeiten von 175 km/h und einem minimalen Luftdruck von 930 hPa. Allerdings begann der Sturm sich im Laufe des Tages abzuschwächen und wurde später am selben Tag vom JTWC zu einem Kategorie-3-Taifun herabgestuft. Am Morgen des nächsten Tages erkannte auch die JMA eine leichte Abschwächung Neoguris, als dieser über die Okinawa-Inseln hinwegzog. Der Taifun schwächte sich weiter rasch ab und war am 9. Juli laut der JMA nur noch ein Schwerer tropischer Sturm, als er auf einen Nordostkurs drehte. Neun Stunden später folgte auch das JTWC und stufte Neoguri zu einem tropischen Sturm herab. Der Zyklon ging am Abend desselben Tages mit Windgeschwindigkeiten von rund 95 km/h in der Nähe von Amakusa, Kumamoto an Land. Danach bewegte er sich in eine ostnordöstliche Richtung und die JMA stufte ihn am 10. Juli zu einem tropischen Sturm herab. Zum selben Zeitpunkt gab das JTWC seine letzte Warnung zu Neoguri heraus. In der Nacht zum folgenden Tag degenerierte das System etwa 100 km östlich von Iwaki, Fukushima zu einem außertropischen Resttief, sodass auch die JMA ihre letzte Warnung herausgab.
In der japanischen Präfektur Okinawa erließen die Behörden Evakuierungsempfehlungen für mehr als 500.000 Menschen und am 8. Juli waren bis zu 105.000 Haushalte ohne Strom. Insgesamt forderte der Taifun sieben Todesopfer: am 8. Juli je ein Fischer in der Präfektur Kōchi und der Präfektur Kumamoto, am 9. Juli eine Person in Seiyo, eine in Kōriyama und ein 12-jähriger Junge in einer Schlammflut in Nagiso, sowie am 10. Juli zwei Personen auf den Miyako-Inseln.

### Taifun Rammasun (Glenda)
Früh am 10. Juli meldete die Japan Meteorological Agency (JMA) die Bildung einer tropischen Depression, die sich etwa 715 km westnordwestlich von Palikir, Mikronesien befand. Noch am selben Tag begann auch das Joint Typhoon Warning Center (JTWC) das System zu beobachten und gab diesem die Bezeichnung 09W. 12 Stunden später erreichte es 1-minütige Windgeschwindigkeiten von 65 km/h und wurde deshalb zu einem tropischen Sturm aktualisiert. Als dieser am Abend des 11. Juli über Guam hinwegzog, schwächte er sich jedoch wieder in ein tropisches Tiefdruckgebiet ab. Früh am folgenden Tag erkannte die JMA, dass die Depression die Stärke eines tropischen Sturmes erreicht hat und gab diesem den internationalen Namen Rammasun. Wenig später am 12. Juli stufte das JTWC das Tiefdruckgebiet erneut zu einem tropischen Sturm herauf. Im Verlauf des nächsten Tages setzte das System seinen Kurs Richtung Westen fort, konnte sich aber nicht signifikant weiterentwickeln. Am selben Tag erreichte es den philippinischen Verantwortungsbereich, sodass PAGASA den lokalen Namen Glenda vergab. In der Nacht zum 14. Juli aktualisierte die JMA Rammasun zu einem Schweren tropischen Sturm, als er begann sich zu intensivieren. Neun Stunden später folgte das JTWC und meldete, dass sich der Sturm in einen Taifun der Kategorie 1 verstärkt hat. Zeitgleich tat dies auch die JMA und stufte Rammasun zu einem Taifun herauf, als er begann ein sichtbares Auge zu bilden. Am Morgen des 15. Juli ging der Sturm als ein Taifun der Kategorie 3 mit 1-minütigen Windgeschwindigkeiten von rund 185 km/h über der Provinz Albay an Land. Zum selben Zeitpunkt erreichte Rammasun laut der JMA mit 10-minütigen Windgeschwindigkeiten von 155 km/h und einem Luftdruck von 945 hPa seinen Höhepunkt. Im weiteren Verlauf des Tages bewegte sich der Taifun über die Bicol-Region hinweg und verstärkte sich sogar noch weiter und war kurzzeitig ein Kategorie-4-Taifun. In der Nacht zum nächsten Tag zog der Sturm südlich an der philippinischen Hauptstadt Manila vorbei und begann sich abzuschwächen. Als er nahe der Provinz Bataan wieder das Meer erreichte, stufte das JTWC Rammasun in einen Taifun der Kategorie 2 herab. Der Sturm setzte seine Abschwächung fort und war am Vormittag des 16. Juli bereits nur noch ein Kategorie-1-Taifun.
Durch die Auswirkungen des Taifuns sind insgesamt bisher mindestens 187 Menschen ums Leben gekommen: 98 auf den Philippinen, 62 in China und 27 in Vietnam.

### Taifun Matmo (Henry)
Am Morgen des 16. Juli begann die Japan Meteorological Agency (JMA) mit der Beobachtung einer tropischen Depression, die etwa 405 km nordöstlich von Koror, Palau entstanden ist. Das System zog im Laufe des Tages langsam Richtung Westen. Am Nachmittag des folgenden Tages begann auch das Joint Typhoon Warning Center (JTWC) das Tiefdruckgebiet zu beobachten und gab diesem die Identifikation 10W. Drei Stunden später aktualisierte die JMA die Depression zu einem tropischen Sturm, der den Namen Matmo bekam. Zum selben Zeitpunkt stufte auch das JTWC das System zu einem tropischen Sturm herauf. In der Nacht zum 18. Juli erreichte Matmo den Verantwortungsbereich von PAGASA, weshalb der Sturm den lokalen Namen Henry erhielt. Im Verlauf des Tages drehte der Sturm von einer westlichen auf eine westnordwestliche Richtung und intensivierte sich dabei. Um Mitternacht am 19. Juli aktualisierte die JMA das System zu einem Schweren tropischen Sturm, als der Zyklon wieder nach Westen driftete. Matmo setzte seine rasche Verstärkung fort und war bereits sechs Stunden später laut der JMA ein Taifun. Das JTWC folgte ein paar Stunden später und stufte den Sturm ebenfalls zu einem Kategorie-1-Taifun herauf. Im Laufe des Abends blieb der Sturm stationär oder bewegte sich kaum. Am folgenden Tag driftete Matmo nach Nordwesten und intensivierte sich ein wenig. Der Taifun hielt am 21. Juli seine Intensität und zog nordöstlich an den Philippinen vorbei. Matmo behielt seine Zugrichtung nach Nordwesten und erreichte in der Nacht zum nächsten Tag laut der JMA seinen Höhepunkt mit 10-minütigen Windgeschwindigkeiten von rund 140 km/h und einem Luftdruck von 960 hPa. Am Vormittag des 22. Juli stufte das JTWC den Sturm zu einem Taifun der Kategorie 2 herauf, als dieser sich Taiwan näherte. Später am selben Tag ging Matmo mehrere Kilometer nördlich der Stadt Taitung im gleichnamigen Landkreis mit 10-minütigen Windgeschwindigkeiten von rund 130 km/h als ein schwacher Taifun an Land. Das JTWC meldete beim Landgang des Sturmes 1-minütige Windgeschwindigkeiten von rund 155 km/h. In den folgenden drei Stunden zog Matmo weiter ins Landesinnere und schwächte sich am Abend in einen Schweren tropischen Sturm ab. Der Zyklon befand sich in der Nacht zum 23. Juli bereits nahe der Westküste bei der Stadt Changhua, als er vom JTWC zu einem Kategorie-1-Taifun herabgestuft wurde.
Während der Taifun sich über der Formosastraße befand, kam es auf einer der Penghu-Inseln zu einem Flugzeugunglück: Der Pilot der Maschine des TransAsia-Airways-Fluges 222, die aus Kaohsiung kam, versuchte im zweiten Anlauf auf dem Flughafen der Stadt Magong zu landen. Vermutlich wegen des stürmischen Wetters verfehlte die Maschine jedoch die Landebahn und stürzte auf das Dorf Xixi. Bei dem Absturz starben 48 Passagiere, 10 weitere Passagiere und Besatzungsmitglieder wurden verletzt. Des Weiteren starb ein Mensch im nördlichen Taiwan und 13 Menschen in China an den Auswirkungen des Sturms.

### Schwerer Tropischer Sturm Nakri (Inday)
Früh am 19. Juli begann die Japan Meteorological Agency (JMA) eine tropische Depression zu beobachten, die sich etwa 800 km westnordwestlich von Palikir, Mikronesien gebildet hat. Im Laufe des Tages bewegte sich das Tiefdruckgebiet langsam Richtung Westen-Nordwesten. Ohne sich zu verstärken, drehte das System am nächsten Tag auf einen nordwestlichen Kurs. Es schwächte sich in der Nacht zum 21. Juli allmählich ab und bewegte sich fortan Richtung Westen. Am Morgen des 22. Juli schwächte sich die Depression etwa 730 km westlich von Hagåtña, Guam in ein Resttief ab.
Am frühen Morgen des 26. Juli meldete die JMA, dass das System sich etwa 335 km nordnordwestlich von Koror, Palau in eine tropische Depression regeneriert hat. Im Verlauf des Tages bewegte sich diese langsam Richtung Norden und intensivierte sich ein wenig. Das System begann am folgenden Tag stationär zu bleiben und verstärkte sich weiter. Am 28. Juli schlug die Depression einen nordnordwestlichen Kurs ein und schwächte sich leicht ab. 18 Stunden später aktualisierte PAGASA das System zu einer tropischen Depression, welche den lokalen Namen Inday bekam. Zu diesem Zeitpunkt bewegte sich das Tiefdruckgebiet nach Westen und wurde am Abend des 29. Juli von der JMA zu einem tropischen Sturm heraufgestuft, der den Namen Nakri erhielt. Am Vormittag des nächsten Tages driftete das System nach Norden und begann sich zu intensivieren. Nakri drehte allerdings rasch wieder auf einen Nordwestkurs und verstärkte sich am Abend des 31. Juli in einen Schweren tropischen Sturm.
In Südkorea sind durch die Auswirkungen des Sturms mindestens 10 Menschen ums Leben gekommen.

### Taifun Halong (Jose)
Früh am 28. Juli bildete sich laut der Japan Meteorological Agency (JMA) etwa 730 km südöstlich von Hagåtña, Guam eine tropische Depression. 15 Stunden später begann auch das Joint Typhoon Warning Center (JTWC) mit der Beobachtung des tropischen Tiefdruckgebiets und gab diesem die Identifikation 11W. In der Nacht zum 29. Juli meldeten die JMA und das JTWC gleichzeitig, dass sich das System in einen tropischen Sturm verstärkt hat und dieser deshalb den internationalen Namen Halong erhielt. Im Laufe des Tages intensivierte sich Halong weiter und war am Mittag bereits ein moderater tropischer Sturm. Das System zog am Morgen des 30. Juli nördlich an Guam vorbei und hielt seine Intensität.

### Taifun Genevieve
Am frühen Morgen des 7. August überquerte der im Ostpazifik entstandene tropische Zyklon Genevieve als ein Kategorie-4-Hurrikan die Internationale Datumsgrenze und befand sich nun im Verantwortungsbereich der Japan Meteorological Agency (JMA) und des Joint Typhoon Warning Centers (JTWC), welche zu diesem Zeitpunkt ihre ersten Warnungen zu dem System herausgaben. Wenige Stunden später stufte das JTWC den Sturm zu einem Supertaifun der Kategorie 5 herauf.

### Tropische Depression (19. August)
Am 19. August meldete die Japan Meteorological Agency (JMA), dass sich an der Küste Chinas nahe Xiamen eine tropische Depression gebildet hat. Bereits sechs Stunden später löste sich das System auf, sodass nur eine Warnung herausgegeben wurde.

### Tropische Depression (27. August)
Früh am 27. August begann die Japan Meteorological Agency (JMA) mit der Beobachtung einer tropischen Depression, die sich nahe der Paracel-Inseln befand. Im Laufe des Tages bewegte sich das System in eine westnordwestliche Richtung und überquerte am Abend die Insel Hainan. Das Tiefdruckgebiet befand sich am nächsten Tag über dem Golf von Tonkin und ging am Mittag über der vietnamesischen Region Đồng Bằng Sông Hồng an Land. 18 Stunden später, am Morgen des 29. August, löste sich die Depression über dem nördlichen Laos vollständig auf.

### Tropische Depression (4. September)
Am Morgen des 4. September meldete die Japan Meteorological Agency (JMA) die Bildung einer tropischen Depression, die sich etwa 560 km nordnordöstlich von Minami-Torishima befand. Im Verlauf des Tages blieb das System relativ stationär und verstärkte sich kaum. Spät am 5. September schwächte sich das Tiefdruckgebiet ab und wurde außertropisch, als es sich etwa 940 km nordöstlich von Minami-Torishima befand.

### Schwerer Tropischer Sturm Fengshen
Am Mittag des 5. September begann die Japan Meteorological Agency (JMA) eine tropische Depression zu beobachten, die sich etwa 945 km südöstlich von Hualien, Taiwan über der Philippinensee gebildet hat. Das System bewegte sich im Verlauf des Tages zunächst in eine nördliche Richtung und näherte sich den Okinawa-Inseln. Es drehte im Laufe des 6. September auf einen Nord-Nordostkurs, befand sich wenige Kilometer südlich von Naha und verstärkte sich langsam. In der Nacht zum 7. September aktualisierte die JMA das Tiefdruckgebiet zu einem tropischen Sturm, der den internationalen Namen Fengshen erhielt. Drei Stunden später begann auch das Joint Typhoon Warning Center (JTWC) mit der Beobachtung des Systems und stufte es als tropisches Tiefdruckgebiet 13W ein. Am Vormittag desselben Tages wurde dieses auch vom JTWC zu einem tropischen Sturm aktualisiert, als es 1-minütige Windgeschwindigkeiten von 65 km/h erreichte. Nach Osten-Nordosten ziehend, intensivierte sich Fengshen laut der JMA am Abend in einen Schweren tropischen Sturm.

### Tropische Depression 14W (Karding)
Am Abend des 5. September begann die Japan Meteorological Agency (JMA) mit der Beobachtung einer zweiten tropischen Depression, die sich etwa 435 km westlich von Manila, Philippinen über dem Südchinesischen Meer gebildet hat. Das System bewegte sich in den nächsten 12 Stunden in eine nordwestliche Richtung, intensivierte sich kaum und bekam von PAGASA den lokalen Namen Karding.

### Taifun Kalmaegi (Luis)
Am Abend des 10. September meldete das Joint Typhoon Warning Center (JTWC), dass sich etwa 330 km östlich von Yap, Mikronesien ein tropisches Tiefdruckgebiet gebildet hat, welches die Identifikation 15W bekam. 21 Stunden später, am Abend des folgenden Tages, begann auch die Japan Meteorological Agency (JMA) mit der Beobachtung des Systems und klassifizierte dieses als tropische Depression. Zum selben Zeitpunkt erreichte das Tiefdruckgebiet den philippinischen Verantwortungsbereich und erhielt von PAGASA den lokalen Namen Luis. Am Morgen des 12. September stuften sowohl die JMA als auch das JTWC das System zu einem tropischen Sturm herauf, der den Namen Kalmaegi erhielt und in eine westliche Richtung zog. Der Zyklon drehte im Verlauf des Tages auf einen West-Nordwestkurs und intensivierte sich weiter, sodass die JMA ihn in der Nacht zum 13. September zu einem Schweren tropischen Sturm aktualisierte. Neun Stunden später, am Vormittag desselben Tages, erreichte Kalmaegi 10-minütige Windgeschwindigkeiten von 120 km/h und verstärkte sich somit in einen Taifun. Als der Sturm sich im Laufe des Tages der philippinischen Insel Luzon näherte, stufte auch das JTWC das System zu einem Taifun herauf.

### Tropischer Sturm Fung-wong (Mario)
Am Mittag des 16. September bildete sich laut der Japan Meteorological Agency (JMA) etwa 645 km westsüdwestlich von Hagåtña, Guam eine tropische Depression.

### Schwerer Tropischer Sturm Kammuri
Am Mittag des 22. September meldete die Japan Meteorological Agency (JMA) die Bildung einer tropischen Depression, die sich etwa 470 km ostsüdöstlich von Hagåtña, Guam befand.

### Taifun Phanfone (Neneng)
Am 28. September begann die Japan Meteorological Agency (JMA) eine tropische Depression zu beobachten, die sich etwa 660 km nordwestlich von Palikir, Mikronesien befand. Neun Stunden später, am Abend desselben Tages, klassifizierte auch das Joint Typhoon Warning Center (JTWC) das System als ein tropisches Tiefdruckgebiet und gab diesem die Bezeichnung 18W. In der Nacht zum folgenden Tag aktualisierte das JTWC den Zyklon zu einem tropischen Sturm, als dieser sich Richtung Westen bewegte. Die JMA tat dies am frühen Morgen des 29. September ebenfalls, sodass der Tropensturm den internationalen Namen Phanfone erhielt.

### Taifun Vongfong (Ompong)
Früh am 2. Oktober entstand laut der Japan Meteorological Agency (JMA) etwa 905 km westlich von Majuro, Marshallinseln eine tropische Depression. Am Abend desselben Tages begann auch das Joint Typhoon Warning Center (JTWC) mit der Beobachtung des Systems, welches die Identifikation 19W bekam. Das tropische Tiefdruckgebiet zog in eine westliche Richtung und wurde am frühen Morgen des 3. Oktober vom JTWC zu einem tropischen Sturm heraufgestuft.

### Taifun Nuri (Paeng)
Am Mittag des 30. Oktober meldete die Japan Meteorological Agency (JMA), dass sich etwa 645 km nordöstlich von Koror, Palau eine tropische Depression gebildet hat. 15 Stunden später, am frühen Morgen des nächsten Tages, begann auch das Joint Typhoon Warning Center (JTWC) mit der Beobachtung des Systems und gab diesem die Bezeichnung 20W.

### Taifun Hagupit (Ruby)
Am frühen Morgen des 1. Dezember begann die Japan Meteorological Agency (JMA) mit der Beobachtung einer tropischen Depression, die sich etwa 625 km südwestlich von Palikir, Mikronesien gebildet hat. Zum selben Zeitpunkt fing auch das Joint Typhoon Warning Center (JTWC) an, Warnungen zu dem System herauszugeben, weshalb es dieses zum tropischen Tiefdruckgebiet 22W aktualisierte. Die JMA stufte die Depression bereits wenige Stunden später in einen tropischen Sturm herauf, der den Namen Hagupit erhielt und in eine westnordwestliche Richtung zog. Das JTWC folgte zur gleichen Zeit und meldete, dass das Tiefdruckgebiet 1-minütige Windgeschwindigkeiten von 65 km/h erreichte, sodass es sich in einen tropischen Sturm intensiviert hat.
Auf den Philippinen sind durch die Auswirkungen des Taifuns mindestens 18 Menschen ums Leben gekommen, während mindestens 916 Menschen verletzt wurden.

## Belege
1. ↑  Gary Padgett: Monthly Global Tropical Cyclone Summary May 2003. Australian Severe Weather, abgerufen am 29. Dezember 2013 (englisch).
2. ↑  Gary Padgett: Monthly Global Tropical Cyclone Summary December 1999. Australian Severe Weather, abgerufen am 29. Dezember 2013 (englisch).
3. ↑  List of Names for Tropical Cyclones adopted by the ESCAP/WMO Typhoon Committee for the Western North Pacific and the South China Sea. Japan Meteorological Agency, abgerufen am 29. Dezember 2013 (englisch).
4. ↑  Revised List of Names for Tropical Cyclones Within the Philippine Area of Responsibility. In: Philippine Tropical Cyclone Names. Philippine Atmospheric, Geophysical and Astronomical Services Administration (PAGASA), Februar 2015, archiviert vom Original am 11. Februar 2015; abgerufen am 16. November 2023 (englisch).
5. ↑  Warning and Summary – January 10, 2014 1200 UTC. Japan Meteorological Agency, 10. Januar 2014, archiviert vom Original am 10. Januar 2014; abgerufen am 10. Januar 2014 (englisch).
6. ↑  Tropical Cyclone Advisory – January 10, 2014 1200 UTC. Japan Meteorological Agency, 10. Januar 2014, archiviert vom Original am 10. Januar 2014; abgerufen am 10. Januar 2014 (englisch).
7. ↑  Warning and Summary – January 11, 2014 0000 UTC. Japan Meteorological Agency, 11. Januar 2014, archiviert vom Original am 11. Januar 2014; abgerufen am 12. Januar 2014 (englisch).
8. ↑  Warning and Summary – January 11, 2014 1200 UTC. Japan Meteorological Agency, 11. Januar 2014, archiviert vom Original am 11. Januar 2014; abgerufen am 12. Januar 2014 (englisch).
9. ↑  Warning and Summary – January 11, 2014 1800 UTC. Japan Meteorological Agency, 11. Januar 2014, archiviert vom Original am 12. Januar 2014; abgerufen am 12. Januar 2014 (englisch).
10. ↑  Warning and Summary – January 12, 2014 0600 UTC. Japan Meteorological Agency, 12. Januar 2014, archiviert vom Original am 12. Januar 2014; abgerufen am 12. Januar 2014 (englisch).
11. ↑  Warning and Summary – January 12, 2014 1200 UTC. Japan Meteorological Agency, 12. Januar 2014, archiviert vom Original am 12. Januar 2014; abgerufen am 12. Januar 2014 (englisch).
12. ↑  Warning and Summary – January 12, 2014 1800 UTC. Japan Meteorological Agency, 12. Januar 2014, archiviert vom Original am 12. Januar 2014; abgerufen am 12. Januar 2014 (englisch).
13. ↑  Warning and Summary – January 14, 2014 0600 UTC. Japan Meteorological Agency, 14. Januar 2014, archiviert vom Original am 14. Januar 2014; abgerufen am 14. Januar 2014 (englisch).
14. ↑  Warning and Summary – January 15, 2014 0600 UTC. Japan Meteorological Agency, 15. Januar 2014, archiviert vom Original am 16. Januar 2014; abgerufen am 16. Januar 2014 (englisch).
15. ↑  Warning and Summary – January 16, 2014 1200 UTC. Japan Meteorological Agency, 16. Januar 2014, archiviert vom Original am 16. Januar 2014; abgerufen am 16. Januar 2014 (englisch).
16. ↑  Tropical Depression Agaton – Weather Bulletin Number One. PAGASA, 17. Januar 2014, archiviert vom Original am 17. Januar 2014; abgerufen am 17. Januar 2014 (englisch).
17. ↑  Tropical Cyclone Advisory – January 18, 2014 0000 UTC. Japan Meteorological Agency, 18. Januar 2014, archiviert vom Original am 18. Januar 2014; abgerufen am 18. Januar 2014 (englisch).
18. ↑  Tropical Depression 01W (One) Warning Number 001. Joint Typhoon Warning Center, 18. Januar 2014, archiviert vom Original am 18. Januar 2014; abgerufen am 18. Januar 2014 (englisch).
19. ↑  Tropical Cyclone Advisory – January 18, 2014 0600 UTC. Japan Meteorological Agency, 18. Januar 2014, archiviert vom Original am 19. Januar 2014; abgerufen am 20. Januar 2014 (englisch).
20. ↑  Tropical Cyclone Advisory – January 18, 2014 0900 UTC. Japan Meteorological Agency, 18. Januar 2014, archiviert vom Original am 19. Januar 2014; abgerufen am 20. Januar 2014 (englisch).
21. ↑  Tropical Storm 01W (Lingling) Warning Number 002. Joint Typhoon Warning Center, 18. Januar 2014, archiviert vom Original am 19. Januar 2014; abgerufen am 20. Januar 2014 (englisch).
22. ↑  Tropical Cyclone Advisory – January 19, 2014 0000 UTC. Japan Meteorological Agency, 19. Januar 2014, archiviert vom Original am 19. Januar 2014; abgerufen am 20. Januar 2014 (englisch).
23. ↑  Tropical Cyclone Advisory – January 19, 2014 1200 UTC. Japan Meteorological Agency, 19. Januar 2014, archiviert vom Original am 20. Januar 2014; abgerufen am 20. Januar 2014 (englisch).
24. ↑  Tropical Depression 01W (Lingling) Warning Number 008. Joint Typhoon Warning Center, 19. Januar 2014, archiviert vom Original am 20. Januar 2014; abgerufen am 20. Januar 2014 (englisch).
25. ↑  Tropical Cyclone Advisory – January 20, 2014 0000 UTC. Japan Meteorological Agency, 20. Januar 2014, archiviert vom Original am 20. Januar 2014; abgerufen am 20. Januar 2014 (englisch).
26. ↑  Tropical Depression Agaton – Weather Bulletin Number Thirteen. PAGASA, 20. Januar 2014, archiviert vom Original am 20. Januar 2014; abgerufen am 20. Januar 2014 (englisch).
27. ↑  Warning and Summary – January 20, 2014 1800 UTC. Japan Meteorological Agency, 20. Januar 2014, archiviert vom Original am 21. Januar 2014; abgerufen am 20. Januar 2014 (englisch).
28. ↑  Warning and Summary – January 21, 2014 0000 UTC. Japan Meteorological Agency, 21. Januar 2014, archiviert vom Original am 21. Januar 2014; abgerufen am 21. Januar 2014 (englisch).
29. ↑  SitRep No. 33 – Effects of Tropical Depression Agaton. National Disaster Risk Reduction and Management Council, 1. Februar 2014, archiviert vom Original am 30. November 2014; abgerufen am 1. Februar 2014 (englisch).  Info: Der Archivlink wurde automatisch eingesetzt und noch nicht geprüft. Bitte prüfe Original- und Archivlink gemäß Anleitung und entferne dann diesen Hinweis.
30. ↑  Warning and Summary – January 29, 2014 0000 UTC. Japan Meteorological Agency, 29. Januar 2014, archiviert vom Original am 29. Januar 2014; abgerufen am 29. Januar 2014 (englisch).
31. ↑  Tropical Cyclone Advisory – January 29, 2014 0000 UTC. Japan Meteorological Agency, 29. Januar 2014, archiviert vom Original am 29. Januar 2014; abgerufen am 29. Januar 2014 (englisch).
32. ↑  Tropical Depression Basyang – Weather Bulletin Number One. PAGASA, 30. Januar 2014, archiviert vom Original am 30. Januar 2014; abgerufen am 30. Januar 2014 (englisch).
33. ↑  Tropical Depression 02W (Two) Warning Number 001. Joint Typhoon Warning Center, 30. Januar 2014, archiviert vom Original am 30. Januar 2014; abgerufen am 30. Januar 2014 (englisch).
34. ↑  Tropical Cyclone Advisory – January 31, 2014 0000 UTC. Japan Meteorological Agency, 31. Januar 2014, archiviert vom Original am 31. Januar 2014; abgerufen am 31. Januar 2014 (englisch).
35. ↑  Tropical Storm Basyang – Weather Bulletin Number Five-A. PAGASA, 31. Januar 2014, archiviert vom Original am 31. Januar 2014; abgerufen am 31. Januar 2014 (englisch).
36. ↑  Tropical Cyclone Advisory – January 31, 2014 1800 UTC. Japan Meteorological Agency, 31. Januar 2014, archiviert vom Original am 31. Januar 2014; abgerufen am 31. Januar 2014 (englisch).
37. ↑  Tropical Storm 02W (Kajiki) Warning Number 005. Joint Typhoon Warning Center, 31. Januar 2014, archiviert vom Original am 31. Januar 2014; abgerufen am 31. Januar 2014 (englisch).
38. ↑  Tropical Storm Basyang – Weather Bulletin Number Seven. PAGASA, 31. Januar 2014, archiviert vom Original am 1. Februar 2014; abgerufen am 1. Februar 2014 (englisch).
39. ↑  Tropical Storm Basyang – Weather Bulletin Number Seven-A. PAGASA, 31. Januar 2014, archiviert vom Original am 1. Februar 2014; abgerufen am 1. Februar 2014 (englisch).
40. ↑  Tropical Depression 02W (Kajiki) Warning Number 006. Joint Typhoon Warning Center, 1. Februar 2014, archiviert vom Original am 1. Februar 2014; abgerufen am 1. Februar 2014 (englisch).
41. ↑  Tropical Cyclone Advisory – February 1, 2014 1200 UTC. Japan Meteorological Agency, 1. Februar 2014, archiviert vom Original am 1. Februar 2014; abgerufen am 1. Februar 2014 (englisch).
42. ↑  Tropical Depression Basyang – Weather Bulletin Number Ten. PAGASA, 1. Februar 2014, archiviert vom Original am 1. Februar 2014; abgerufen am 1. Februar 2014 (englisch).
43. ↑  Tropical Depression 02W (Kajiki) Warning Number 009. Joint Typhoon Warning Center, 1. Februar 2014, archiviert vom Original am 1. Februar 2014; abgerufen am 1. Februar 2014 (englisch).
44. ↑  SitRep No. 9 – Effects of Tropical Storm Basyang. National Disaster Risk Reduction and Management Council, 6. Februar 2014, archiviert vom Original am 22. Februar 2014; abgerufen am 6. Februar 2014 (englisch).  Info: Der Archivlink wurde automatisch eingesetzt und noch nicht geprüft. Bitte prüfe Original- und Archivlink gemäß Anleitung und entferne dann diesen Hinweis.
45. ↑  Warning and Summary – February 26, 2014 0000 UTC. Japan Meteorological Agency, 26. Februar 2014, archiviert vom Original am 26. Februar 2014; abgerufen am 26. Februar 2014 (englisch).
46. ↑  Tropical Cyclone Advisory – February 26, 2014 0600 UTC. Japan Meteorological Agency, 26. Februar 2014, archiviert vom Original am 26. Februar 2014; abgerufen am 26. Februar 2014 (englisch).
47. ↑  Tropical Cyclone Advisory – February 26, 2014 1800 UTC. Japan Meteorological Agency, 26. Februar 2014, archiviert vom Original am 27. Februar 2014; abgerufen am 27. Februar 2014 (englisch).
48. ↑  Tropical Cyclone Advisory – February 27, 2014 0600 UTC. Japan Meteorological Agency, 27. Februar 2014, archiviert vom Original am 27. Februar 2014; abgerufen am 27. Februar 2014 (englisch).
49. ↑  Tropical Depression 03W (Three) Warning Number 001. Joint Typhoon Warning Center, 28. Februar 2014, archiviert vom Original am 28. Februar 2014; abgerufen am 28. Februar 2014 (englisch).
50. ↑  Tropical Cyclone Advisory – February 28, 2014 1200 UTC. Japan Meteorological Agency, 28. Februar 2014, archiviert vom Original am 28. Februar 2014; abgerufen am 28. Februar 2014 (englisch).
51. ↑  Tropical Storm 03W (Faxai) Warning Number 003. Joint Typhoon Warning Center, 28. Februar 2014, archiviert vom Original am 28. Februar 2014; abgerufen am 28. Februar 2014 (englisch).
52. ↑  Tropical Cyclone Advisory – March 1, 2014 1200 UTC. Japan Meteorological Agency, 1. März 2014, archiviert vom Original am 2. März 2014; abgerufen am 3. März 2014 (englisch).
53. ↑  Tropical Cyclone Advisory – March 2, 2014 1200 UTC. Japan Meteorological Agency, 2. März 2014, archiviert vom Original am 3. März 2014; abgerufen am 3. März 2014 (englisch).
54. ↑  Tropical Cyclone Advisory – March 3, 2014 0600 UTC. Japan Meteorological Agency, 3. März 2014, archiviert vom Original am 3. März 2014; abgerufen am 3. März 2014 (englisch).
55. ↑  Typhoon 03W (Faxai) Warning Number 019. Joint Typhoon Warning Center, 4. März 2014, archiviert vom Original am 5. März 2014; abgerufen am 5. März 2014 (englisch).
56. ↑  Tropical Cyclone Advisory – March 4, 2014 1800 UTC. Japan Meteorological Agency, 4. März 2014, archiviert vom Original am 5. März 2014; abgerufen am 5. März 2014 (englisch).
57. ↑  Tropical Cyclone Advisory – March 5, 2014 0600 UTC. Japan Meteorological Agency, 5. März 2014, archiviert vom Original am 5. März 2014; abgerufen am 5. März 2014 (englisch).
58. ↑  Tropical Storm 03W (Faxai) Warning Number 022. Joint Typhoon Warning Center, 5. März 2014, archiviert vom Original am 5. März 2014; abgerufen am 5. März 2014 (englisch).
59. ↑  Tropical Cyclone Advisory – March 5, 2014 1200 UTC. Japan Meteorological Agency, 5. März 2014, archiviert vom Original am 6. März 2014; abgerufen am 6. März 2014 (englisch).
60. ↑  Tropical Storm 03W (Faxai) Warning Number 023. Joint Typhoon Warning Center, 5. März 2014, archiviert vom Original am 6. März 2014; abgerufen am 6. März 2014 (englisch).
61. ↑  Tropical Cyclone Advisory – March 6, 2014 0000 UTC. Japan Meteorological Agency, 6. März 2014, archiviert vom Original am 6. März 2014; abgerufen am 6. März 2014 (englisch).
62. ↑  Warning and Summary – March 11, 2014 0000 UTC. Japan Meteorological Agency, 11. März 2014, archiviert vom Original am 11. März 2014; abgerufen am 11. März 2014 (englisch).
63. ↑  Warning and Summary – March 11, 2014 1200 UTC. Japan Meteorological Agency, 11. März 2014, archiviert vom Original am 13. März 2014; abgerufen am 13. März 2014 (englisch).
64. ↑  Warning and Summary – March 12, 2014 0600 UTC. Japan Meteorological Agency, 12. März 2014, archiviert vom Original am 13. März 2014; abgerufen am 13. März 2014 (englisch).
65. ↑  Warning and Summary – March 12, 2014 1200 UTC. Japan Meteorological Agency, 12. März 2014, archiviert vom Original am 13. März 2014; abgerufen am 13. März 2014 (englisch).
66. ↑  Warning and Summary – March 18, 2014 0600 UTC. Japan Meteorological Agency, 18. März 2014, archiviert vom Original am 18. März 2014; abgerufen am 18. März 2014 (englisch).
67. ↑  Warning and Summary – March 19, 2014 0600 UTC. Japan Meteorological Agency, 19. März 2014, archiviert vom Original am 20. März 2014; abgerufen am 20. März 2014 (englisch).
68. ↑  Warning and Summary – March 20, 2014 0600 UTC. Japan Meteorological Agency, 20. März 2014, archiviert vom Original am 20. März 2014; abgerufen am 20. März 2014 (englisch).
69. ↑  Tropical Cyclone Bulletin – March 20, 2014 1800 UTC. PAGASA, 20. März 2014, archiviert vom Original am 22. März 2014; abgerufen am 22. März 2014 (englisch).
70. ↑  Tropical Depression 04W (Four) Warning Number 001. Joint Typhoon Warning Center, 22. März 2014, archiviert vom Original am 22. März 2014; abgerufen am 22. März 2014 (englisch).
71. ↑  Tropical Cyclone Bulletin – March 22, 2014 0600 UTC. PAGASA, 22. März 2014, archiviert vom Original am 22. März 2014; abgerufen am 22. März 2014 (englisch).
72. ↑  Warning and Summary – March 22, 2014 0600 UTC. Japan Meteorological Agency, 22. März 2014, archiviert vom Original am 23. März 2014; abgerufen am 23. März 2014 (englisch).
73. ↑  Warning and Summary – March 22, 2014 1200 UTC. Japan Meteorological Agency, 22. März 2014, archiviert vom Original am 23. März 2014; abgerufen am 23. März 2014 (englisch).
74. ↑  Tropical Depression 04W (Four) Warning Number 002. Joint Typhoon Warning Center, 22. März 2014, archiviert vom Original am 23. März 2014; abgerufen am 23. März 2014 (englisch).
75. ↑  Tropical Depression 04W (Four) Warning Number 004. Joint Typhoon Warning Center, 22. März 2014, archiviert vom Original am 23. März 2014; abgerufen am 23. März 2014 (englisch).
76. ↑  Warning and Summary – March 23, 2014 0000 UTC. Japan Meteorological Agency, 23. März 2014, archiviert vom Original am 23. März 2014; abgerufen am 24. März 2014 (englisch).
77. ↑  Warning and Summary – March 23, 2014 1200 UTC. Japan Meteorological Agency, 23. März 2014, archiviert vom Original am 24. März 2014; abgerufen am 24. März 2014 (englisch).
78. ↑  Warning and Summary – March 24, 2014 0000 UTC. Japan Meteorological Agency, 24. März 2014, archiviert vom Original am 24. März 2014; abgerufen am 24. März 2014 (englisch).
79. ↑  Warning and Summary – March 24, 2014 0600 UTC. Japan Meteorological Agency, 24. März 2014, archiviert vom Original am 24. März 2014; abgerufen am 24. März 2014 (englisch).
80. ↑  Warning and Summary – April 2, 2014 1800 UTC. Japan Meteorological Agency, 2. April 2014, archiviert vom Original am 3. April 2014; abgerufen am 3. April 2014 (englisch).
81. ↑  Tropical Cyclone Advisory – April 3, 2014 0000 UTC. Japan Meteorological Agency, 3. April 2014, archiviert vom Original am 3. April 2014; abgerufen am 3. April 2014 (englisch).
82. ↑  Tropical Depression 05W (Five) Warning Number 001. Joint Typhoon Warning Center, 3. April 2014, archiviert vom Original am 3. April 2014; abgerufen am 3. April 2014 (englisch).
83. ↑  Tropical Cyclone Advisory – April 3, 2014 1200 UTC. Japan Meteorological Agency, 3. April 2014, archiviert vom Original am 4. April 2014; abgerufen am 4. April 2014 (englisch).
84. ↑  Tropical Cyclone Advisory – April 4, 2014 0000 UTC. Japan Meteorological Agency, 4. April 2014, archiviert vom Original am 4. April 2014; abgerufen am 4. April 2014 (englisch).
85. ↑  Tropical Cyclone Advisory – April 4, 2014 1200 UTC. Japan Meteorological Agency, 4. April 2014, archiviert vom Original am 4. April 2014; abgerufen am 4. April 2014 (englisch).
86. ↑  Tropical Storm 05W (Five) Warning Number 008. Joint Typhoon Warning Center, 4. April 2014, archiviert vom Original am 5. April 2014; abgerufen am 5. April 2014 (englisch).
87. ↑  Tropical Cyclone Advisory – April 5, 2014 0000 UTC. Japan Meteorological Agency, 5. April 2014, archiviert vom Original am 5. April 2014; abgerufen am 5. April 2014 (englisch).
88. ↑  Tropical Cyclone Bulletin – April 6, 2014 0600 UTC. PAGASA, 6. April 2014, archiviert vom Original am 7. April 2014; abgerufen am 7. April 2014 (englisch).
89. ↑  Tropical Depression 05W (Peipah) Warning Number 015. Joint Typhoon Warning Center, 6. April 2014, archiviert vom Original am 7. April 2014; abgerufen am 7. April 2014 (englisch).
90. ↑  Warning and Summary – April 19, 2014 1200 UTC. Japan Meteorological Agency, 19. April 2014, archiviert vom Original am 19. April 2014; abgerufen am 19. April 2014 (englisch).
91. ↑  Warning and Summary – April 20, 2014 0600 UTC. Japan Meteorological Agency, 20. April 2014, archiviert vom Original am 21. April 2014; abgerufen am 21. April 2014 (englisch).
92. ↑  Warning and Summary – April 21, 2014 0000 UTC. Japan Meteorological Agency, 21. April 2014, archiviert vom Original am 21. April 2014; abgerufen am 21. April 2014 (englisch).
93. ↑  Warning and Summary – April 21, 2014 0600 UTC. Japan Meteorological Agency, 21. April 2014, archiviert vom Original am 21. April 2014; abgerufen am 21. April 2014 (englisch).
94. ↑  Warning and Summary – April 27, 2014 0000 UTC. Japan Meteorological Agency, 27. April 2014, archiviert vom Original am 27. April 2014; abgerufen am 27. April 2014 (englisch).
95. ↑  Tropical Cyclone Advisory – April 27, 2014 0600 UTC. Japan Meteorological Agency, 27. April 2014, archiviert vom Original am 27. April 2014; abgerufen am 27. April 2014 (englisch).
96. ↑  Tropical Depression 06W (Six) Warning Number 001. Joint Typhoon Warning Center, 27. April 2014, archiviert vom Original am 27. April 2014; abgerufen am 27. April 2014 (englisch).
97. ↑  Tropical Cyclone Advisory – April 28, 2014 0000 UTC. Japan Meteorological Agency, 28. April 2014, archiviert vom Original am 28. April 2014; abgerufen am 28. April 2014 (englisch).
98. ↑  Tropical Storm 06W (Six) Warning Number 003. Joint Typhoon Warning Center, 28. April 2014, archiviert vom Original am 28. April 2014; abgerufen am 28. April 2014 (englisch).
99. ↑  Tropical Cyclone Advisory – April 29, 2014 0000 UTC. Japan Meteorological Agency, 29. April 2014, archiviert vom Original am 29. April 2014; abgerufen am 29. April 2014 (englisch).
100. ↑  Typhoon 06W (Tapah) Warning Number 007. Joint Typhoon Warning Center, 29. April 2014, archiviert vom Original am 29. April 2014; abgerufen am 29. April 2014 (englisch).
101. ↑  Tropical Cyclone Advisory – April 29, 2014 1800 UTC. Japan Meteorological Agency, 29. April 2014, archiviert vom Original am 30. April 2014; abgerufen am 30. April 2014 (englisch).
102. ↑  Tropical Cyclone Advisory – April 29, 2014 2100 UTC. Japan Meteorological Agency, 29. April 2014, archiviert vom Original am 30. April 2014; abgerufen am 30. April 2014 (englisch).
103. ↑  Tropical Storm 06W (Tapah) Warning Number 010. Joint Typhoon Warning Center, 29. April 2014, archiviert vom Original am 30. April 2014; abgerufen am 30. April 2014 (englisch).
104. ↑  Tropical Cyclone Advisory – April 30, 2014 1800 UTC. Japan Meteorological Agency, 30. April 2014, archiviert vom Original am 1. Mai 2014; abgerufen am 1. Mai 2014 (englisch).
105. ↑  Tropical Cyclone Advisory – May 1, 2014 0600 UTC. Japan Meteorological Agency, 1. Mai 2014, archiviert vom Original am 1. Mai 2014; abgerufen am 1. Mai 2014 (englisch).
106. ↑  Tropical Depression 06W (Tapah) Warning Number 016. Joint Typhoon Warning Center, 1. Mai 2014, archiviert vom Original am 1. Mai 2014; abgerufen am 1. Mai 2014 (englisch).
107. ↑  Warning and Summary – May 1, 2014 1800 UTC. Japan Meteorological Agency, 1. Mai 2014, archiviert vom Original am 2. Mai 2014; abgerufen am 2. Mai 2014 (englisch).
108. ↑  Warning and Summary – May 2, 2014 0000 UTC. Japan Meteorological Agency, 2. Mai 2014, archiviert vom Original am 2. Mai 2014; abgerufen am 2. Mai 2014 (englisch).
109. ↑  Warning and Summary – May 2, 2014 0600 UTC. Japan Meteorological Agency, 2. Mai 2014, archiviert vom Original am 2. Mai 2014; abgerufen am 3. Mai 2014 (englisch).
110. ↑  Warning and Summary – May 2, 2014 1200 UTC. Japan Meteorological Agency, 2. Mai 2014, archiviert vom Original am 2. Mai 2014; abgerufen am 3. Mai 2014 (englisch).
111. ↑  Warning and Summary – June 9, 2014 0600 UTC. Japan Meteorological Agency, 9. Juni 2014, archiviert vom Original am 9. Juni 2014; abgerufen am 9. Juni 2014 (englisch).
112. ↑  Warning and Summary – June 10, 2014 0000 UTC. Japan Meteorological Agency, 10. Juni 2014, archiviert vom Original am 10. Juni 2014; abgerufen am 11. Juni 2014 (englisch).
113. ↑  Tropical Cyclone Bulletin – June 10, 2014 0600 UTC. PAGASA, 10. Juni 2014, archiviert vom Original am 11. Juni 2014; abgerufen am 11. Juni 2014 (englisch).
114. ↑  Warning and Summary – June 10, 2014 1200 UTC. Japan Meteorological Agency, 10. Juni 2014, archiviert vom Original am 11. Juni 2014; abgerufen am 11. Juni 2014 (englisch).
115. ↑  Tropical Cyclone Advisory – June 11, 2014 0600 UTC. Japan Meteorological Agency, 11. Juni 2014, archiviert vom Original am 11. Juni 2014; abgerufen am 11. Juni 2014 (englisch).
116. ↑  Tropical Cyclone Advisory – June 11, 2014 1500 UTC. Japan Meteorological Agency, 11. Juni 2014, archiviert vom Original am 12. Juni 2014; abgerufen am 12. Juni 2014 (englisch).
117. ↑  Tropical Cyclone Advisory – June 11, 2014 1800 UTC. Japan Meteorological Agency, 11. Juni 2014, archiviert vom Original am 12. Juni 2014; abgerufen am 12. Juni 2014 (englisch).
118. ↑  Tropical Cyclone Advisory – June 12, 2014 0000 UTC. Japan Meteorological Agency, 12. Juni 2014, archiviert vom Original am 12. Juni 2014; abgerufen am 12. Juni 2014 (englisch).
119. ↑  Warning and Summary – June 13, 2014 0000 UTC. Japan Meteorological Agency, 13. Juni 2014, archiviert vom Original am 13. Juni 2014; abgerufen am 13. Juni 2014 (englisch).
120. ↑  Tropical Cyclone Advisory – June 14, 2014 0600 UTC. Japan Meteorological Agency, 14. Juni 2014, archiviert vom Original am 14. Juni 2014; abgerufen am 14. Juni 2014 (englisch).
121. ↑  Tropical Storm 07W (Hagibis) Warning Number 001. Joint Typhoon Warning Center, 14. Juni 2014, archiviert vom Original am 14. Juni 2014; abgerufen am 14. Juni 2014 (englisch).
122. ↑  Tropical Cyclone Advisory – June 14, 2014 1800 UTC. Japan Meteorological Agency, 14. Juni 2014, archiviert vom Original am 15. Juni 2014; abgerufen am 15. Juni 2014 (englisch).
123. ↑  Tropical Cyclone Advisory – June 15, 2014 0000 UTC. Japan Meteorological Agency, 15. Juni 2014, archiviert vom Original am 15. Juni 2014; abgerufen am 15. Juni 2014 (englisch).
124. ↑  Tropical Cyclone Advisory – June 15, 2014 0300 UTC. Japan Meteorological Agency, 15. Juni 2014, archiviert vom Original am 15. Juni 2014; abgerufen am 15. Juni 2014 (englisch).
125. ↑  Tropical Storm 07W (Hagibis) Warning Number 004. Joint Typhoon Warning Center, 15. Juni 2014, archiviert vom Original am 15. Juni 2014; abgerufen am 15. Juni 2014 (englisch).
126. ↑  Tropical Cyclone Advisory – June 15, 2014 0900 UTC. Japan Meteorological Agency, 15. Juni 2014, archiviert vom Original am 16. Juni 2014; abgerufen am 17. Juni 2014 (englisch).
127. ↑  Tropical Cyclone Advisory – June 15, 2014 1800 UTC. Japan Meteorological Agency, 15. Juni 2014, archiviert vom Original am 16. Juni 2014; abgerufen am 17. Juni 2014 (englisch).
128. ↑  Tropical Storm 07W (Hagibis) Warning Number 006. Joint Typhoon Warning Center, 15. Juni 2014, archiviert vom Original am 16. Juni 2014; abgerufen am 17. Juni 2014 (englisch).
129. ↑  Warning and Summary – June 16, 2014 0600 UTC. Japan Meteorological Agency, 16. Juni 2014, archiviert vom Original am 17. Juni 2014; abgerufen am 17. Juni 2014 (englisch).
130. ↑  Warning and Summary – June 16, 2014 1800 UTC. Japan Meteorological Agency, 16. Juni 2014, archiviert vom Original am 17. Juni 2014; abgerufen am 17. Juni 2014 (englisch).
131. ↑  Tropical Depression 07W (Hagibis) Warning Number 007. Joint Typhoon Warning Center, 16. Juni 2014, archiviert vom Original am 17. Juni 2014; abgerufen am 17. Juni 2014 (englisch).
132. ↑  Tropical Cyclone Advisory – June 17, 2014 0300 UTC. Japan Meteorological Agency, 17. Juni 2014, archiviert vom Original am 17. Juni 2014; abgerufen am 17. Juni 2014 (englisch).
133. ↑  Tropical Cyclone Advisory – June 17, 2014 0900 UTC. Japan Meteorological Agency, 17. Juni 2014, archiviert vom Original am 18. Juni 2014; abgerufen am 18. Juni 2014 (englisch).
134. ↑  Tropical Cyclone Advisory – June 17, 2014 1200 UTC. Japan Meteorological Agency, 17. Juni 2014, archiviert vom Original am 18. Juni 2014; abgerufen am 18. Juni 2014 (englisch).
135. ↑  Tropical Cyclone Advisory – June 17, 2014 1800 UTC. Japan Meteorological Agency, 17. Juni 2014, archiviert vom Original am 18. Juni 2014; abgerufen am 18. Juni 2014 (englisch).
136. ↑  Tropical Depression 07W (Hagibis) Warning Number 012. Joint Typhoon Warning Center, 18. Juni 2014, archiviert vom Original am 18. Juni 2014; abgerufen am 18. Juni 2014 (englisch).
137. ↑  Asia Pacific Region: Weekly Regional Humanitarian Snapshot (17 – 23 June 2014). ReliefWeb, 23. Juni 2014, abgerufen am 24. Juni 2014 (englisch).
138. ↑  Tim Sprinkle: Twin Tornadoes, EF-4s, Oh My!: The Week in Severe Weather. Property Casualty, 20. Juni 2014, archiviert vom Original am 14. Juli 2014; abgerufen am 26. Juni 2014 (englisch).  Info: Der Archivlink wurde automatisch eingesetzt und noch nicht geprüft. Bitte prüfe Original- und Archivlink gemäß Anleitung und entferne dann diesen Hinweis.
139. ↑  Warning and Summary – July 2, 2014 1800 UTC. Japan Meteorological Agency, 2. Juli 2014, archiviert vom Original am 3. Juli 2014; abgerufen am 3. Juli 2014 (englisch).
140. ↑  Tropical Cyclone Advisory – July 3, 2014 0000 UTC. Japan Meteorological Agency, 3. Juli 2014, archiviert vom Original am 3. Juli 2014; abgerufen am 3. Juli 2014 (englisch).
141. ↑  Tropical Depression 08W (Eight) Warning Number 001. Joint Typhoon Warning Center, 3. Juli 2014, archiviert vom Original am 3. Juli 2014; abgerufen am 3. Juli 2014 (englisch).
142. ↑  Tropical Storm 08W (Eight) Warning Number 004. Joint Typhoon Warning Center, 3. Juli 2014, archiviert vom Original am 4. Juli 2014; abgerufen am 4. Juli 2014 (englisch).
143. ↑  Tropical Cyclone Advisory – July 4, 2014 0000 UTC. Japan Meteorological Agency, 4. Juli 2014, archiviert vom Original am 4. Juli 2014; abgerufen am 4. Juli 2014 (englisch).
144. ↑  Tropical Cyclone Advisory – July 4, 2014 0900 UTC. Japan Meteorological Agency, 4. Juli 2014, archiviert vom Original am 5. Juli 2014; abgerufen am 5. Juli 2014 (englisch).
145. ↑  Tropical Cyclone Advisory – July 4, 2014 1200 UTC. Japan Meteorological Agency, 4. Juli 2014, archiviert vom Original am 5. Juli 2014; abgerufen am 5. Juli 2014 (englisch).
146. ↑  Typhoon 08W (Neoguri) Warning Number 008. Joint Typhoon Warning Center, 4. Juli 2014, archiviert vom Original am 5. Juli 2014; abgerufen am 5. Juli 2014 (englisch).
147. ↑  Typhoon 08W (Neoguri) Warning Number 009. Joint Typhoon Warning Center, 5. Juli 2014, archiviert vom Original am 5. Juli 2014; abgerufen am 5. Juli 2014 (englisch).
148. ↑  Typhoon 08W (Neoguri) Warning Number 010. Joint Typhoon Warning Center, 5. Juli 2014, archiviert vom Original am 6. Juli 2014; abgerufen am 6. Juli 2014 (englisch).
149. ↑  Tropical Cyclone Bulletin – July 5, 2014 1200 UTC. PAGASA, 5. Juli 2014, archiviert vom Original am 7. Juli 2014; abgerufen am 7. Juli 2014 (englisch).
150. ↑  Tropical Cyclone Advisory – July 6, 2014 0000 UTC. Japan Meteorological Agency, 6. Juli 2014, archiviert vom Original am 6. Juli 2014; abgerufen am 7. Juli 2014 (englisch).
151. ↑  Tropical Cyclone Advisory – July 6, 2014 1200 UTC. Japan Meteorological Agency, 6. Juli 2014, archiviert vom Original am 7. Juli 2014; abgerufen am 7. Juli 2014 (englisch).
152. ↑  Super Typhoon 08W (Neoguri) Warning Number 016. Joint Typhoon Warning Center, 6. Juli 2014, archiviert vom Original am 7. Juli 2014; abgerufen am 7. Juli 2014 (englisch).
153. ↑  Warning and Summary – July 7, 2014 0600 UTC. Japan Meteorological Agency, 7. Juli 2014, archiviert vom Original am 8. Juli 2014; abgerufen am 9. Juli 2014 (englisch).
154. ↑  Typhoon 08W (Neoguri) Warning Number 020. Joint Typhoon Warning Center, 7. Juli 2014, archiviert vom Original am 8. Juli 2014; abgerufen am 9. Juli 2014 (englisch).
155. ↑  Warning and Summary – July 8, 2014 0600 UTC. Japan Meteorological Agency, 8. Juli 2014, archiviert vom Original am 9. Juli 2014; abgerufen am 9. Juli 2014 (englisch).
156. ↑  Tropical Cyclone Advisory – July 9, 2014 0600 UTC. Japan Meteorological Agency, 9. Juli 2014, archiviert vom Original am 9. Juli 2014; abgerufen am 10. Juli 2014 (englisch).
157. ↑  Tropical Storm 08W (Neoguri) Warning Number 027. Joint Typhoon Warning Center, 9. Juli 2014, archiviert vom Original am 10. Juli 2014; abgerufen am 10. Juli 2014 (englisch).
158. ↑  Tropical Cyclone Advisory – July 9, 2014 2100 UTC. Japan Meteorological Agency, 9. Juli 2014, archiviert vom Original am 10. Juli 2014; abgerufen am 11. Juli 2014 (englisch).
159. ↑  Tropical Cyclone Advisory – July 10, 2014 1500 UTC. Japan Meteorological Agency, 10. Juli 2014, archiviert vom Original am 11. Juli 2014; abgerufen am 11. Juli 2014 (englisch).
160. ↑  Tropical Storm 08W (Neoguri) Warning Number 031. Joint Typhoon Warning Center, 10. Juli 2014, archiviert vom Original am 11. Juli 2014; abgerufen am 11. Juli 2014 (englisch).
161. ↑  Tropical Cyclone Advisory – July 11, 2014 0000 UTC. Japan Meteorological Agency, 11. Juli 2014, archiviert vom Original am 11. Juli 2014; abgerufen am 11. Juli 2014 (englisch).
162. ↑  Neoguri roars across Okinawa. The Japan Times, 8. Juli 2014, abgerufen am 26. Juli 2014 (englisch).
163. ↑  Typhoon Neoguri heads for Kyushu, death toll hits four. The Japan Times, 9. Juli 2014, abgerufen am 26. Juli 2014 (englisch).
164. ↑  Typhoon leaves seven dead as it heads toward Tokyo. The Japan Times, 10. Juli 2014, abgerufen am 26. Juli 2014 (englisch).
165. ↑  Warning and Summary – July 10, 2014 0000 UTC. Japan Meteorological Agency, 10. Juli 2014, archiviert vom Original am 10. Juli 2014; abgerufen am 10. Juli 2014 (englisch).
166. ↑  Tropical Depression 09W (Nine) Warning Number 001. Joint Typhoon Warning Center, 10. Juli 2014, archiviert vom Original am 10. Juli 2014; abgerufen am 11. Juli 2014 (englisch).
167. ↑  Tropical Storm 09W (Nine) Warning Number 003. Joint Typhoon Warning Center, 11. Juli 2014, archiviert vom Original am 11. Juli 2014; abgerufen am 11. Juli 2014 (englisch).
168. ↑  Tropical Depression 09W (Nine) Warning Number 006. Joint Typhoon Warning Center, 11. Juli 2014, archiviert vom Original am 12. Juli 2014; abgerufen am 12. Juli 2014 (englisch).
169. ↑  Tropical Cyclone Advisory – July 12, 2014 0600 UTC. Japan Meteorological Agency, 12. Juli 2014, archiviert vom Original am 12. Juli 2014; abgerufen am 12. Juli 2014 (englisch).
170. ↑  Tropical Storm 09W (Rammasun) Warning Number 009. Joint Typhoon Warning Center, 12. Juli 2014, archiviert vom Original am 14. Juli 2014; abgerufen am 14. Juli 2014 (englisch).
171. ↑  Tropical Cyclone Advisory – July 13, 2014 0000 UTC. Japan Meteorological Agency, 13. Juli 2014, archiviert vom Original am 13. Juli 2014; abgerufen am 14. Juli 2014 (englisch).
172. ↑  Tropical Cyclone Advisory – July 13, 2014 1200 UTC. Japan Meteorological Agency, 13. Juli 2014, archiviert vom Original am 14. Juli 2014; abgerufen am 14. Juli 2014 (englisch).
173. ↑  Tropical Cyclone Bulletin – July 13, 2014 1200 UTC. PAGASA, 13. Juli 2014, archiviert vom Original am 14. Juli 2014; abgerufen am 14. Juli 2014 (englisch).
174. ↑  Tropical Cyclone Advisory – July 14, 2014 0000 UTC. Japan Meteorological Agency, 14. Juli 2014, archiviert vom Original am 14. Juli 2014; abgerufen am 14. Juli 2014 (englisch).
175. ↑  Typhoon 09W (Rammasun) Warning Number 016. Joint Typhoon Warning Center, 14. Juli 2014, archiviert vom Original am 14. Juli 2014; abgerufen am 14. Juli 2014 (englisch).
176. ↑  Tropical Cyclone Advisory – July 14, 2014 1200 UTC. Japan Meteorological Agency, 14. Juli 2014, archiviert vom Original am 15. Juli 2014; abgerufen am 15. Juli 2014 (englisch).
177. ↑  Typhoon 09W (Rammasun) Warning Number 020. Joint Typhoon Warning Center, 15. Juli 2014, archiviert vom Original am 16. Juli 2014; abgerufen am 16. Juli 2014 (englisch).
178. ↑  Tropical Cyclone Advisory – July 15, 2014 0900 UTC. Japan Meteorological Agency, 15. Juli 2014, archiviert vom Original am 16. Juli 2014; abgerufen am 16. Juli 2014 (englisch).
179. ↑  Typhoon 09W (Rammasun) Warning Number 021. Joint Typhoon Warning Center, 15. Juli 2014, archiviert vom Original am 16. Juli 2014; abgerufen am 16. Juli 2014 (englisch).
180. ↑  Typhoon 09W (Rammasun) Running Best Track Analysis. Joint Typhoon Warning Center, 15. Juli 2014, abgerufen am 16. Juli 2014 (englisch).
181. ↑  Tropical Cyclone Advisory – July 16, 2014 0000 UTC. Japan Meteorological Agency, 16. Juli 2014, archiviert vom Original am 16. Juli 2014; abgerufen am 16. Juli 2014 (englisch).
182. ↑  Typhoon 09W (Rammasun) Warning Number 023. Joint Typhoon Warning Center, 16. Juli 2014, archiviert vom Original am 16. Juli 2014; abgerufen am 16. Juli 2014 (englisch).
183. ↑  Typhoon 09W (Rammasun) Warning Number 024. Joint Typhoon Warning Center, 16. Juli 2014, archiviert vom Original am 17. Juli 2014; abgerufen am 17. Juli 2014 (englisch).
184. ↑  SitRep No. 22 – Effects of Typhoon Glenda. National Disaster Risk Reduction and Management Council, 24. Juli 2014, abgerufen am 24. Juli 2014 (englisch).
185. ↑  Dual typhoons kill 64 in China. Xinhua, 25. Juli 2014, abgerufen am 25. Juli 2014 (englisch).
186. ↑  Typhoon Rammasun racks up massive $5.9m damage bill. Vietnam News, 23. Juli 2014, abgerufen am 23. Juli 2014 (englisch).
187. ↑  Warning and Summary – July 16, 2014 0600 UTC. Japan Meteorological Agency, 16. Juli 2014, archiviert vom Original am 16. Juli 2014; abgerufen am 16. Juli 2014 (englisch).
188. ↑  Tropical Cyclone Advisory – July 16, 2014 1200 UTC. Japan Meteorological Agency, 16. Juli 2014, archiviert vom Original am 17. Juli 2014; abgerufen am 17. Juli 2014 (englisch).
189. ↑  Tropical Cyclone Advisory – July 17, 2014 0000 UTC. Japan Meteorological Agency, 17. Juli 2014, archiviert vom Original am 17. Juli 2014; abgerufen am 17. Juli 2014 (englisch).
190. ↑  Tropical Depression 10W (Ten) Warning Number 001. Joint Typhoon Warning Center, 17. Juli 2014, archiviert vom Original am 17. Juli 2014; abgerufen am 17. Juli 2014 (englisch).
191. ↑  Tropical Cyclone Advisory – July 17, 2014 1800 UTC. Japan Meteorological Agency, 17. Juli 2014, archiviert vom Original am 17. Juli 2014; abgerufen am 17. Juli 2014 (englisch).
192. ↑  Tropical Storm 10W (Ten) Warning Number 002. Joint Typhoon Warning Center, 17. Juli 2014, archiviert vom Original am 17. Juli 2014; abgerufen am 17. Juli 2014 (englisch).
193. ↑  Tropical Cyclone Bulletin – July 18, 2014 0000 UTC. PAGASA, 18. Juli 2014, archiviert vom Original am 18. Juli 2014; abgerufen am 18. Juli 2014 (englisch).
194. ↑  Tropical Cyclone Advisory – July 18, 2014 1500 UTC. Japan Meteorological Agency, 18. Juli 2014, archiviert vom Original am 19. Juli 2014; abgerufen am 19. Juli 2014 (englisch).
195. ↑  Tropical Cyclone Advisory – July 18, 2014 1800 UTC. Japan Meteorological Agency, 18. Juli 2014, archiviert vom Original am 19. Juli 2014; abgerufen am 19. Juli 2014 (englisch).
196. ↑  Tropical Cyclone Advisory – July 19, 2014 0000 UTC. Japan Meteorological Agency, 19. Juli 2014, archiviert vom Original am 19. Juli 2014; abgerufen am 19. Juli 2014 (englisch).
197. ↑  Tropical Cyclone Advisory – July 19, 2014 0600 UTC. Japan Meteorological Agency, 19. Juli 2014, archiviert vom Original am 19. Juli 2014; abgerufen am 19. Juli 2014 (englisch).
198. ↑  Typhoon 10W (Matmo) Warning Number 009. Joint Typhoon Warning Center, 19. Juli 2014, archiviert vom Original am 20. Juli 2014; abgerufen am 22. Juli 2014 (englisch).
199. ↑  Tropical Cyclone Advisory – July 19, 2014 1800 UTC. Japan Meteorological Agency, 19. Juli 2014, archiviert vom Original am 20. Juli 2014; abgerufen am 22. Juli 2014 (englisch).
200. ↑  Tropical Cyclone Advisory – July 20, 2014 0600 UTC. Japan Meteorological Agency, 20. Juli 2014, archiviert vom Original am 20. Juli 2014; abgerufen am 22. Juli 2014 (englisch).
201. ↑  Tropical Cyclone Advisory – July 20, 2014 1800 UTC. Japan Meteorological Agency, 20. Juli 2014, archiviert vom Original am 21. Juli 2014; abgerufen am 22. Juli 2014 (englisch).
202. ↑  Typhoon 10W (Matmo) Warning Number 014. Joint Typhoon Warning Center, 20. Juli 2014, archiviert vom Original am 21. Juli 2014; abgerufen am 22. Juli 2014 (englisch).
203. ↑  Typhoon 10W (Matmo) Warning Number 016. Joint Typhoon Warning Center, 21. Juli 2014, archiviert vom Original am 22. Juli 2014; abgerufen am 23. Juli 2014 (englisch).
204. ↑  Tropical Cyclone Advisory – July 21, 2014 2100 UTC. Japan Meteorological Agency, 21. Juli 2014, archiviert vom Original am 22. Juli 2014; abgerufen am 23. Juli 2014 (englisch).
205. ↑  Tropical Cyclone Advisory – July 22, 2014 0000 UTC. Japan Meteorological Agency, 22. Juli 2014, archiviert vom Original am 22. Juli 2014; abgerufen am 23. Juli 2014 (englisch).
206. ↑  Typhoon 10W (Matmo) Warning Number 020. Joint Typhoon Warning Center, 22. Juli 2014, archiviert vom Original am 23. Juli 2014; abgerufen am 23. Juli 2014 (englisch).
207. ↑  Tropical Cyclone Advisory – July 22, 2014 1500 UTC. Japan Meteorological Agency, 22. Juli 2014, archiviert vom Original am 23. Juli 2014; abgerufen am 24. Juli 2014 (englisch).
208. ↑  Typhoon 10W (Matmo) Warning Number 021. Joint Typhoon Warning Center, 22. Juli 2014, archiviert vom Original am 23. Juli 2014; abgerufen am 24. Juli 2014 (englisch).
209. ↑  Tropical Cyclone Advisory – July 22, 2014 1800 UTC. Japan Meteorological Agency, 22. Juli 2014, archiviert vom Original am 23. Juli 2014; abgerufen am 24. Juli 2014 (englisch).
210. ↑  Typhoon 10W (Matmo) Warning Number 022. Joint Typhoon Warning Center, 22. Juli 2014, archiviert vom Original am 23. Juli 2014; abgerufen am 24. Juli 2014 (englisch).
211. ↑  TransAsia-Maschine stürzt auf Dorf: 48 Tote bei Flugzeugunglück auf Taiwan. Tagesschau.de, 24. Juli 2014, archiviert vom Original am 24. Juli 2014; abgerufen am 24. Juli 2014.
212. ↑  Typhoon Matmo slams into Taiwan, one killed, some damage reported. Reuters, 23. Juli 2014, abgerufen am 23. Juli 2014 (englisch).
213. ↑  Typhoon Matmo kills 13 in China. Xinhua, 27. Juli 2014, abgerufen am 27. Juli 2014 (englisch).
214. ↑  Warning and Summary – July 19, 2014 0600 UTC. Japan Meteorological Agency, 19. Juli 2014, archiviert vom Original am 19. Juli 2014; abgerufen am 19. Juli 2014 (englisch).
215. ↑  Warning and Summary – July 19, 2014 1800 UTC. Japan Meteorological Agency, 19. Juli 2014, archiviert vom Original am 20. Juli 2014; abgerufen am 22. Juli 2014 (englisch).
216. ↑  Warning and Summary – July 20, 2014 0600 UTC. Japan Meteorological Agency, 20. Juli 2014, archiviert vom Original am 20. Juli 2014; abgerufen am 22. Juli 2014 (englisch).
217. ↑  Warning and Summary – July 21, 2014 0000 UTC. Japan Meteorological Agency, 21. Juli 2014, archiviert vom Original am 29. Juli 2014; abgerufen am 29. Juli 2014 (englisch).
218. ↑  Warning and Summary – July 22, 2014 0600 UTC. Japan Meteorological Agency, 22. Juli 2014, archiviert vom Original am 29. Juli 2014; abgerufen am 29. Juli 2014 (englisch).
219. ↑  Warning and Summary – July 22, 2014 1200 UTC. Japan Meteorological Agency, 22. Juli 2014, archiviert vom Original am 29. Juli 2014; abgerufen am 29. Juli 2014 (englisch).
220. ↑  Warning and Summary – July 26, 2014 0000 UTC. Japan Meteorological Agency, 26. Juli 2014, archiviert vom Original am 26. Juli 2014; abgerufen am 26. Juli 2014 (englisch).
221. ↑  Warning and Summary – July 26, 2014 1800 UTC. Japan Meteorological Agency, 26. Juli 2014, archiviert vom Original am 27. Juli 2014; abgerufen am 28. Juli 2014 (englisch).
222. ↑  Warning and Summary – July 27, 2014 1200 UTC. Japan Meteorological Agency, 27. Juli 2014, archiviert vom Original am 28. Juli 2014; abgerufen am 28. Juli 2014 (englisch).
223. ↑  Warning and Summary – July 28, 2014 0600 UTC. Japan Meteorological Agency, 28. Juli 2014, archiviert vom Original am 29. Juli 2014; abgerufen am 29. Juli 2014 (englisch).
224. ↑  Tropical Cyclone Bulletin – July 29, 2014 0000 UTC. PAGASA, 29. Juli 2014, archiviert vom Original am 29. Juli 2014; abgerufen am 29. Juli 2014 (englisch).
225. ↑  Tropical Cyclone Advisory – July 29, 2014 0900 UTC. Japan Meteorological Agency, 29. Juli 2014, archiviert vom Original am 30. Juli 2014; abgerufen am 30. Juli 2014 (englisch).
226. ↑  Tropical Cyclone Advisory – July 29, 2014 1800 UTC. Japan Meteorological Agency, 29. Juli 2014, archiviert vom Original am 30. Juli 2014; abgerufen am 30. Juli 2014 (englisch).
227. ↑  Tropical Cyclone Advisory – July 30, 2014 0600 UTC. Japan Meteorological Agency, 30. Juli 2014, archiviert vom Original am 31. Juli 2014; abgerufen am 1. August 2014 (englisch).
228. ↑  Tropical Cyclone Advisory – July 30, 2014 1200 UTC. Japan Meteorological Agency, 30. Juli 2014, archiviert vom Original am 31. Juli 2014; abgerufen am 1. August 2014 (englisch).
229. ↑  Tropical Cyclone Advisory – July 30, 2014 2100 UTC. Japan Meteorological Agency, 30. Juli 2014, archiviert vom Original am 31. Juli 2014; abgerufen am 2. August 2014 (englisch).
230. ↑  Tropical Cyclone Advisory – July 31, 2014 1800 UTC. Japan Meteorological Agency, 31. Juli 2014, archiviert vom Original am 1. August 2014; abgerufen am 2. August 2014 (englisch).
231. ↑  10 killed as typhoon Nakri lashes South Korea. Yahoo, 4. August 2014, abgerufen am 5. August 2014 (englisch).
232. ↑  Warning and Summary – July 28, 2014 0000 UTC. Japan Meteorological Agency, 28. Juli 2014, archiviert vom Original am 28. Juli 2014; abgerufen am 28. Juli 2014 (englisch).
233. ↑  Tropical Depression 11W (Eleven) Warning Number 001. Joint Typhoon Warning Center, 28. Juli 2014, archiviert vom Original am 28. Juli 2014; abgerufen am 28. Juli 2014 (englisch).
234. ↑  Tropical Cyclone Advisory – July 29, 2014 0300 UTC. Japan Meteorological Agency, 29. Juli 2014, archiviert vom Original am 29. Juli 2014; abgerufen am 29. Juli 2014 (englisch).
235. ↑  Tropical Storm 11W (Eleven) Warning Number 003. Joint Typhoon Warning Center, 29. Juli 2014, archiviert vom Original am 29. Juli 2014; abgerufen am 29. Juli 2014 (englisch).
236. ↑  Tropical Storm 11W (Halong) Warning Number 004. Joint Typhoon Warning Center, 29. Juli 2014, archiviert vom Original am 30. Juli 2014; abgerufen am 1. August 2014 (englisch).
237. ↑  Tropical Cyclone Advisory – July 29, 2014 1200 UTC. Japan Meteorological Agency, 29. Juli 2014, archiviert vom Original am 30. Juli 2014; abgerufen am 1. August 2014 (englisch).
238. ↑  Tropical Cyclone Advisory – July 30, 2014 0000 UTC. Japan Meteorological Agency, 30. Juli 2014, archiviert vom Original am 30. Juli 2014; abgerufen am 1. August 2014 (englisch).
239. ↑  Tropical Cyclone Advisory – July 30, 2014 0600 UTC. Japan Meteorological Agency, 30. Juli 2014, archiviert vom Original am 31. Juli 2014; abgerufen am 1. August 2014 (englisch).
240. ↑  Tropical Cyclone Advisory – August 7, 2014 0600 UTC. Japan Meteorological Agency, 7. August 2014, archiviert vom Original am 7. August 2014; abgerufen am 8. August 2014 (englisch).  Info: Der Archivlink wurde automatisch eingesetzt und noch nicht geprüft. Bitte prüfe Original- und Archivlink gemäß Anleitung und entferne dann diesen Hinweis.
241. ↑  Super Typhoon 07E (Genevieve) Warning Number 041. Joint Typhoon Warning Center, 7. August 2014, archiviert vom Original am 8. August 2014; abgerufen am 8. August 2014 (englisch).
242. ↑  Super Typhoon 07E (Genevieve) Warning Number 042. Joint Typhoon Warning Center, 7. August 2014, archiviert vom Original am 8. August 2014; abgerufen am 8. August 2014 (englisch).
243. ↑  Warning and Summary – August 19, 2014 0000 UTC. Japan Meteorological Agency, 19. August 2014, archiviert vom Original am 19. August 2014; abgerufen am 19. August 2014 (englisch).
244. ↑  Warning and Summary – August 19, 2014 0600 UTC. Japan Meteorological Agency, 19. August 2014, archiviert vom Original am 19. August 2014; abgerufen am 19. August 2014 (englisch).
245. ↑  Warning and Summary – August 27, 2014 0600 UTC. Japan Meteorological Agency, 27. August 2014, archiviert vom Original am 28. August 2014; abgerufen am 28. August 2014 (englisch).
246. ↑  Warning and Summary – August 27, 2014 1800 UTC. Japan Meteorological Agency, 27. August 2014, archiviert vom Original am 28. August 2014; abgerufen am 29. August 2014 (englisch).
247. ↑  Warning and Summary – August 28, 2014 0000 UTC. Japan Meteorological Agency, 28. August 2014, archiviert vom Original am 28. August 2014; abgerufen am 29. August 2014 (englisch).
248. ↑  Warning and Summary – August 28, 2014 1200 UTC. Japan Meteorological Agency, 28. August 2014, archiviert vom Original am 29. August 2014; abgerufen am 29. August 2014 (englisch).
249. ↑  Warning and Summary – August 29, 2014 0000 UTC. Japan Meteorological Agency, 29. August 2014, archiviert vom Original am 29. August 2014; abgerufen am 29. August 2014 (englisch).
250. ↑  Warning and Summary – August 29, 2014 0600 UTC. Japan Meteorological Agency, 29. August 2014, archiviert vom Original am 29. August 2014; abgerufen am 29. August 2014 (englisch).
251. ↑  Warning and Summary – September 4, 2014 0600 UTC. Japan Meteorological Agency, 4. September 2014, archiviert vom Original am 4. September 2014; abgerufen am 4. September 2014 (englisch).
252. ↑  Warning and Summary – September 4, 2014 1800 UTC. Japan Meteorological Agency, 4. September 2014, archiviert vom Original am 5. September 2014; abgerufen am 6. September 2014 (englisch).
253. ↑  Warning and Summary – September 5, 2014 1800 UTC. Japan Meteorological Agency, 5. September 2014, archiviert vom Original am 6. September 2014; abgerufen am 6. September 2014 (englisch).
254. ↑  Warning and Summary – September 6, 2014 0000 UTC. Japan Meteorological Agency, 6. September 2014, archiviert vom Original am 6. September 2014; abgerufen am 6. September 2014 (englisch).
255. ↑  Warning and Summary – September 5, 2014 1200 UTC. Japan Meteorological Agency, 5. September 2014, archiviert vom Original am 5. September 2014; abgerufen am 5. September 2014 (englisch).
256. ↑  Warning and Summary – September 6, 2014 0000 UTC. Japan Meteorological Agency, 6. September 2014, archiviert vom Original am 6. September 2014; abgerufen am 7. September 2014 (englisch).
257. ↑  Tropical Cyclone Advisory – September 6, 2014 1200 UTC. Japan Meteorological Agency, 6. September 2014, archiviert vom Original am 7. September 2014; abgerufen am 7. September 2014 (englisch).
258. ↑  Tropical Cyclone Advisory – September 7, 2014 0000 UTC. Japan Meteorological Agency, 7. September 2014, archiviert vom Original am 7. September 2014; abgerufen am 7. September 2014 (englisch).
259. ↑  Tropical Depression 13W (Thirteen) Warning Number 001. Joint Typhoon Warning Center, 7. September 2014, archiviert vom Original am 7. September 2014; abgerufen am 7. September 2014 (englisch).
260. ↑  Tropical Storm 13W (Fengshen) Warning Number 002. Joint Typhoon Warning Center, 7. September 2014, archiviert vom Original am 8. September 2014; abgerufen am 8. September 2014 (englisch).
261. ↑  Tropical Cyclone Advisory – September 7, 2014 1800 UTC. Japan Meteorological Agency, 7. September 2014, archiviert vom Original am 8. September 2014; abgerufen am 8. September 2014 (englisch).
262. ↑  Warning and Summary – September 5, 2014 1800 UTC. Japan Meteorological Agency, 5. September 2014, archiviert vom Original am 6. September 2014; abgerufen am 6. September 2014 (englisch).
263. ↑  Tropical Cyclone Advisory – September 6, 2014 0600 UTC. Japan Meteorological Agency, 6. September 2014, archiviert vom Original am 7. September 2014; abgerufen am 7. September 2014 (englisch).
264. ↑  Tropical Depression 15W (Fifteen) Warning Number 001. Joint Typhoon Warning Center, 10. September 2014, archiviert vom Original am 11. September 2014; abgerufen am 11. September 2014 (englisch).
265. ↑  Warning and Summary – September 11, 2014 1800 UTC. Japan Meteorological Agency, 11. September 2014, archiviert vom Original am 12. September 2014; abgerufen am 12. September 2014 (englisch).
266. ↑  Tropical Cyclone Bulletin – September 11, 2014 1800 UTC. PAGASA, 11. September 2014, archiviert vom Original am 12. September 2014; abgerufen am 12. September 2014 (englisch).
267. ↑  Tropical Cyclone Advisory – September 12, 2014 0600 UTC. Japan Meteorological Agency, 12. September 2014, archiviert vom Original am 12. September 2014; abgerufen am 12. September 2014 (englisch).
268. ↑  Tropical Storm 15W (Kalmaegi) Warning Number 007. Joint Typhoon Warning Center, 12. September 2014, archiviert vom Original am 12. September 2014; abgerufen am 12. September 2014 (englisch).
269. ↑  Tropical Cyclone Advisory – September 13, 2014 0000 UTC. Japan Meteorological Agency, 13. September 2014, archiviert vom Original am 13. September 2014; abgerufen am 14. September 2014 (englisch).
270. ↑  Tropical Cyclone Advisory – September 13, 2014 0900 UTC. Japan Meteorological Agency, 13. September 2014, archiviert vom Original am 14. September 2014; abgerufen am 14. September 2014 (englisch).
271. ↑  Typhoon 15W (Kalmaegi) Warning Number 012. Joint Typhoon Warning Center, 13. September 2014, archiviert vom Original am 14. September 2014; abgerufen am 14. September 2014 (englisch).
272. ↑  Warning and Summary – September 16, 2014 1200 UTC. Japan Meteorological Agency, 16. September 2014, archiviert vom Original am 17. September 2014; abgerufen am 17. September 2014 (englisch).
273. ↑  Warning and Summary – September 22, 2014 1200 UTC. Japan Meteorological Agency, 22. September 2014, archiviert vom Original am 23. September 2014; abgerufen am 23. September 2014 (englisch).
274. ↑  Tropical Cyclone Advisory – September 22, 2014 1200 UTC. Japan Meteorological Agency, 22. September 2014, archiviert vom Original am 23. September 2014; abgerufen am 23. September 2014 (englisch).
275. ↑  Warning and Summary – September 28, 2014 1200 UTC. Japan Meteorological Agency, 28. September 2014, archiviert vom Original am 29. September 2014; abgerufen am 29. September 2014 (englisch).
276. ↑  Tropical Depression 18W (Eighteen) Warning Number 001. Joint Typhoon Warning Center, 28. September 2014, archiviert vom Original am 29. September 2014; abgerufen am 29. September 2014 (englisch).
277. ↑  Tropical Storm 18W (Eighteen) Warning Number 002. Joint Typhoon Warning Center, 29. September 2014, archiviert vom Original am 29. September 2014; abgerufen am 29. September 2014 (englisch).
278. ↑  Tropical Cyclone Advisory – September 29, 2014 0600 UTC. Japan Meteorological Agency, 29. September 2014, archiviert vom Original am 29. September 2014; abgerufen am 29. September 2014 (englisch).
279. ↑  Warning and Summary – October 2, 2014 0600 UTC. Japan Meteorological Agency, 2. Oktober 2014, archiviert vom Original am 2. Oktober 2014; abgerufen am 3. Oktober 2014 (englisch).
280. ↑  Tropical Depression 19W (Nineteen) Warning Number 001. Joint Typhoon Warning Center, 2. Oktober 2014, archiviert vom Original am 3. Oktober 2014; abgerufen am 3. Oktober 2014 (englisch).
281. ↑  Tropical Storm 19W (Nineteen) Warning Number 002. Joint Typhoon Warning Center, 3. Oktober 2014, archiviert vom Original am 3. Oktober 2014; abgerufen am 3. Oktober 2014 (englisch).
282. ↑  Warning and Summary – October 30, 2014 1200 UTC. Japan Meteorological Agency, 30. Oktober 2014, archiviert vom Original am 31. Oktober 2014; abgerufen am 31. Oktober 2014 (englisch).
283. ↑  Tropical Depression 20W (Twenty) Warning Number 001. Joint Typhoon Warning Center, 31. Oktober 2014, archiviert vom Original am 31. Oktober 2014; abgerufen am 31. Oktober 2014 (englisch).
284. ↑  Tropical Cyclone Advisory – December 1, 2014 0000 UTC. Japan Meteorological Agency, 1. Dezember 2014, archiviert vom Original am 1. Dezember 2014; abgerufen am 5. Dezember 2014 (englisch).
285. ↑  Tropical Depression 22W (Twentytwo) Warning Number 001. Joint Typhoon Warning Center, 1. Dezember 2014, archiviert vom Original am 1. Dezember 2014; abgerufen am 5. Dezember 2014 (englisch).
286. ↑  Tropical Cyclone Advisory – December 1, 2014 0600 UTC. Japan Meteorological Agency, 1. Dezember 2014, archiviert vom Original am 1. Dezember 2014; abgerufen am 5. Dezember 2014 (englisch).
287. ↑  Tropical Storm 22W (Twentytwo) Warning Number 002. Joint Typhoon Warning Center, 1. Dezember 2014, archiviert vom Original am 1. Dezember 2014; abgerufen am 5. Dezember 2014 (englisch).
288. ↑  SitRep No. 27 – Effects of Typhoon Ruby. National Disaster Risk Reduction and Management Council, 19. Dezember 2014, abgerufen am 19. Dezember 2014 (englisch).